# Петергоф
Петерго́ф (от нем. Peterhof — «двор Петра», с 1944 по 1997 год — Петродворе́ц) — город, внутригородское муниципальное образование в составе Петродворцового района города федерального значения Санкт-Петербурга. Расположен на южном берегу Финского залива к западу от Санкт-Петербурга, в 29 км по железной дороге. Крупный туристический (ГМЗ Петергоф), научный и учебный центр (ПУНК и ВШМ СПбГУ, ВМИРЭ им. Попова, Военный институт железнодорожных войск и военных сообщений ВА МТО, факультет заочного обучения СПбУ МВД РФ, Кадетский корпус, учреждения допобразования детей и взрослых и др.).
На территории муниципального образования «Город Петергоф» расположена железнодорожная станция Новый Петергоф и три железнодорожных остановочных пункта: Михайловская Дача (до 2020 года — Красные Зори), Старый Петергоф, Университетская. На территории муниципального образования также находится пристань (причал на Финском заливе).
Петергоф основан в 1710 году как императорская загородная резиденция, статус города — с 1762 года. В городе находится памятник мировой архитектуры и дворцово-паркового искусства XVIII—XIX веков — музей-заповедник «Петергоф». Наукоград (2005—2010).

## Физико-географическая характеристика

### Рельеф и геологическое строение
В палеозое 300—400 миллионов лет назад вся эта территория была покрыта морем. Осадочные отложения того времени — пески, супеси, глины с линзами ила или торфа — покрывают мощной толщей (свыше 200 метров) кристаллический фундамент, состоящий из гранитов, гнейсов и диабазов. Современный рельеф образовался в результате деятельности ледникового покрова (последнее Валдайское оледенение было 12 тысяч лет назад). После отступания ледника образовалось Литориновое море, уровень которого был на 7—9 м выше современного. 4 тысячи лет назад море отступило и мели Финского залива превратились в острова. Долина сложена озёрно-ледниковыми и постледниковыми отложениями. В последние 2,5 тысячи лет рельеф почти не менялся.
Балтийско-Ладожский уступ поднимается от берега Финского залива на юг до высоты 70—80 метров ступенями, образуя на прибрежной равнине три террасы. Многочисленные небольшие речки и ручьи, берущие начало в источниках глинта, рассекают эти террасы и впадают в море. Берег Финского залива отлогий, с небольшими пляжами. Нижняя терраса всего в один километр шириной отделена от лежащей над ней второй террасы 20-метровым уступом.

### Климат
Климат Петергофа умеренный и влажный, переходный от морского к континентальному. Продолжительность дня меняется от 5 часов 51 минуты 22 декабря до 18 часов 50 минут 22 июня. Для города характерна частая смена воздушных масс, обусловленная в значительной степени циклонической деятельностью. Летом преобладают западные и северо-западные ветры, зимой западные и юго-западные. Климат Петергофа аналогичен климату расположенного рядом Санкт-Петербурга. Финский залив, несмотря на мелководность, оказывает некоторое влияние на температурный режим города. Летом, особенно в августе—сентябре, средняя температура воздуха здесь немного выше чем в Санкт-Петербурге (на 0,5—0,8°), а зимой — ниже (на 0,5—0,6°). Несколько сильнее на побережье и ветры.
Годовые показатели температуры воздуха и осадков:
| Показатель                    | Янв.  | Фев.  | Март  | Апр.  | Май  | Июнь | Июль | Авг. | Сен. | Окт.  | Нояб. | Дек.  | Год   |
| ----------------------------- | ----- | ----- | ----- | ----- | ---- | ---- | ---- | ---- | ---- | ----- | ----- | ----- | ----- |
| Абсолютный максимум, °C       | 8,6   | 10,2  | 14,9  | 25,3  | 30,9 | 34,6 | 35,3 | 37,1 | 30,4 | 21,0  | 12,3  | 10,9  | 37,1  |
| Средний суточный максимум, °C | −2,3  | −1,4  | 4,1   | 9,2   | 16,1 | 20,5 | 22,2 | 20,6 | 14,6 | 8,5   | 1,8   | −0,7  | 9,4   |
| Средняя температура, °C       | −6,1  | −6    | −1,4  | 4,4   | 10,9 | 15,8 | 18,1 | 16,4 | 11,0 | 5,6   | −0,1  | −3,9  | 5,4   |
| Средний суточный минимум, °C  | −7,9  | −7,7  | −2,9  | 1,6   | 7,1  | 11,9 | 14,0 | 13,0 | 8,0  | 3,7   | −2,1  | −5,5  | 2,8   |
| Абсолютный минимум, °C        | −35,9 | −35,2 | −29,9 | −21,8 | −7,8 | 0,1  | 4,9  | 1,3  | −3,1 | −12,9 | −22,2 | −34,4 | −35,9 |
| Норма осадков, мм             | 40    | 31    | 35    | 33    | 38   | 64   | 78   | 77   | 67   | 65    | 56    | 49    | 633   |

### Почвы, растительность и животный мир
До основания города территория была покрыта хвойными лесами (сосновые и еловые) с примесью широколиственных пород и низинными болотами. Сейчас в узкой прибрежной полосе Финского залива сохранились низинные болота с чёрной ольхой. Преобладают среднесуглинистые почвы. В результате интенсивной хозяйственной деятельности естественный ландшафт повсеместно уступил место культурному. Теперь здесь преобладают сельскохозяйственные угодья с небольшими участками вторичных осиновых и берёзовых лесов, сероольшанников и ивняков. В XVIII—XIX веках сложилась парковая зона Петергофа площадью 819 га (Нижний парк, Верхний парк, Парк Александрия, Пролетарский, Колонистский, Английский, Луговой, Сергиевка и другие).
В окрестностях города иногда встречаются лисица и глухарь. В городе водится большое количество птиц, пресмыкающихся и беспозвоночных.

## История

### Возникновение слободы
До начала XVIII века на месте Петергофа на берегу Финского залива находились финские деревни Куусоя (фин. kuusoja — еловая яма) и Похьяёки (фин. pohjajoki — донная речка), к югу от них, на Поповой горе (ныне — Бабигонские высоты) — деревня Папингондо.
Впервые Петергоф (нем. Peterhof — Петров двор) упоминается в походном журнале Петра I в 1705 году как «путевой двор» и пристань для переезда на остров Котлин. Это была одна из многих мыз («попутных светлиц»), построенных по дороге из Санкт-Петербурга вдоль южного берега Финского залива. Вот какая запись появилась в Журнале Петра I от 13 сентября 1705 года:

«…наша шнау „Мункер“ пошла в Петербурх, после полудня в 4 часа против Петергофа кинула якорь, к вечеру пришли в Петербурх.»
В 1710-е годы здесь начались активные ландшафтные и архитектурные работы по строительству усадьбы Петра I. Талантливый инженер-гидротехник Миних доказал невозможность устройства «водных фиерий» в Стрельне и убедил царя перенести загородную резиденцию в Петергоф, так как в случае реализации фонтанного комплекса в Стрельнинской резиденции, территориям в десятки квадратных километров грозило бы затопление. В 1714 году были заложены Большой Петергофский дворец, Большой грот с каскадами, Монплезир и другие сооружения Нижнего парка. Постепенно поблизости от строительства резиденции возникают Малая слобода (к югу и юго-востоку от Верхнего парка) и Большая слобода (к западу, так называемый Старый Петергоф, вдоль современного Собственного проспекта). Туда же, на Купеческую пристань, прибывали суда из Кронштадта и Санкт-Петербурга. В 1721 году основана водяная пильная мельница, а при ней Гранильная фабрика (ныне — Петродворцовый часовой завод).
Для снабжения фонтанов Петергофа построен специальный водовод общей длиной 40 км. На его трассе расположено 18 прудов-хранилищ, имеющих более 1,3 миллиона кубических метра воды и занимающих площадь почти 100 га. Водовод создан в 1720—1721 годах по проекту инженера-гидравлика Василия Туволкова. 9 августа 1721 года заработали водомёты, действовавшие по принципу сообщающихся сосудов. К 1723 году формирование дворцово-паркового ансамбля было в основном завершено. К этому времени сложились основные планировочные элементы Нижнего парка, построен Большой дворец и дворец Монплезир, сооружена водоводная система фонтанов.
Изначально поселение при Дворце застраивалось хаотично, а составлявшие большинство жителей поселения государственные крестьяне вообще жили в землянках. В 1730-х годах благодаря архитектору М. Г. Земцову Петергоф впервые получил чёткую планировку. Он перестроил ряд зданий, создав для петергофских государственных крестьян Мастеровой двор, а для придворных служащих — Кавалерский.
С 1747 года началась перестройка дворца, которая осуществлялась по проекту архитектора Б. Ф. Растрелли. Была увеличена центральная часть дворца и пристроены два боковых флигеля, соединённые галереями с Церковным и Гербовым корпусами.

### Город

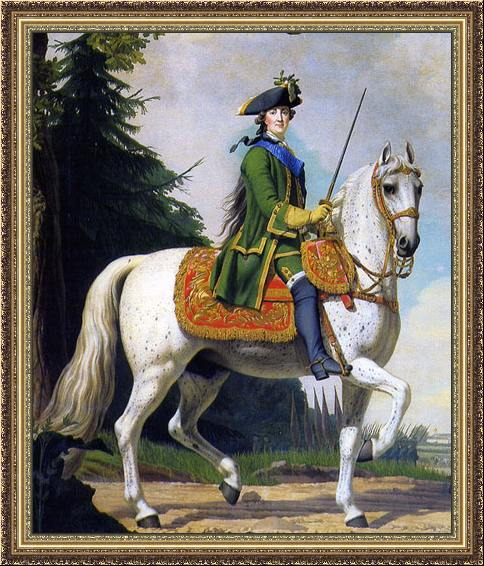
В. Эриксен. «Поход на Петергоф»
(Конный портрет Екатерины Великой). 1762

С 1762 года Петергоф — город в ведении Дворцового ведомства.
В конце XVIII века по проектам архитектора Джакомо Кваренги и садового мастера Джемса Медерса был создан пейзажный Английский парк, в парке построен Английский дворец.
Вот как описывает Петергоф И. Г. Георги в 1794 году:

«§ 1148. Слобода Петергоф имеет каменную церковь, кроме оной однако же токмо деревянные, но столь хорошие строения, что оная на городок походит. Она содержит жилища некоторых придворных людей, конюшни, сараи и т. д. На высоком берегу расставлено с лишком тридцать пушек, для употребления в придворные праздники».
В конце XVIII века в городе числилось 57 обывательских домов, а в 1801 году вдоль Правленской улицы сложился ансамбль первых каменных зданий. Кроме служащих в них стали селиться свободные люди, «обыватели». В 1824 году Александр I велел перестроить «на казённый счёт 58 наиболее уродливых зданий» по «образцовым проектам», разработанным В. П. Стасовым, В. Гестой, Л. Руской.
В XIX — начале XX века в городе размещались лейб-гвардии Конно-гренадерский, Уланский и Драгунский полки, а также Каспийский 148-й пехотный полк. С 1828 года в окрестностях Петергофа проходили летние лагерные учения воспитанников петербургских военно-учебных заведений.
В 1825 году земли к востоку от Нижнего парка император Николай I приобретает и дарит своей жене Александре Фёдоровне, и они получают название «Собственная Её величества дача Александрия». С 1826 года архитектор А. А. Менелас разбивает здесь пейзажный парк, строит двухэтажный дворец Коттедж. В 1830—1831 годах в парке строится Фермерский дворец, а в 1835 году — Готическая капелла (архитектор К. Шинкель)
В 1828—1830-х годах к югу от Санкт-Петербургского проспекта создавался комплекс казарм лейб-гвардии Уланского полка. В 1830-е ведущим архитектором Петергофа был А. Шарлемань, создавший в 1837—1840-х годах комплекс готических домов и городской ансамбль с пожарным депо перед Верхним парком.
В 1826 году зверинец был перенесён к югу от Английского парка. Рядом возникла Егерская слобода. По проекту архитектора И. Шарлеманя на территории слободы в 1840 году выстроен военный госпиталь, а в 1848 году — здание Присутственных мест, в 1879 году появляется богадельня, построенная по проекту Н. Бенуа.
Одновременно к западу от Петергофа Николай I приобретает дачу Нарышкиных, она стала имением дочери императора Марии Николаевны и её мужа герцога Лейхтенбергского. Архитектор А. И. Штакеншнейдер в 1839—1842 годах строит здесь в стиле классицизма загородный Дворец Лейхтенбергских. Помимо дворца Штакеншнейдер возвёл Кухонный и Гофмейстерский корпуса, а в 1845—1846 годах — покрытую мрамором Капеллу. Вокруг был разбит пейзажный парк Лейхтенбергского.
В 1832 по 1857 год к югу от Верхнего парка у Ольгина пруда возникает Колонистский парк. Он был создан по проектам архитектора А. И. Штакеншнейдера, садового мастера П. Эрлера и инженера М. Пилсудского. В 1842—1844 годах на островах Ольгина пруда были сооружены Царицын павильон (в подарок супруге императора Николая I Александре Фёдоровне) и Ольгин павильон (для дочери Николая I Ольги Николаевны).
В 1836 году разрастающуюся Малую слободу переименовали в Петербургский форштадт. В 1850 году ведущим архитектором стал Н. Бенуа, уже построивший Верхнесадский дом (1847) и Фрейлинские дома (1848). Среди его последующих построек можно назвать следующие: Дворцовый госпиталь (1853), почта (1854), железнодорожный вокзал (1857), конюшни (1852).

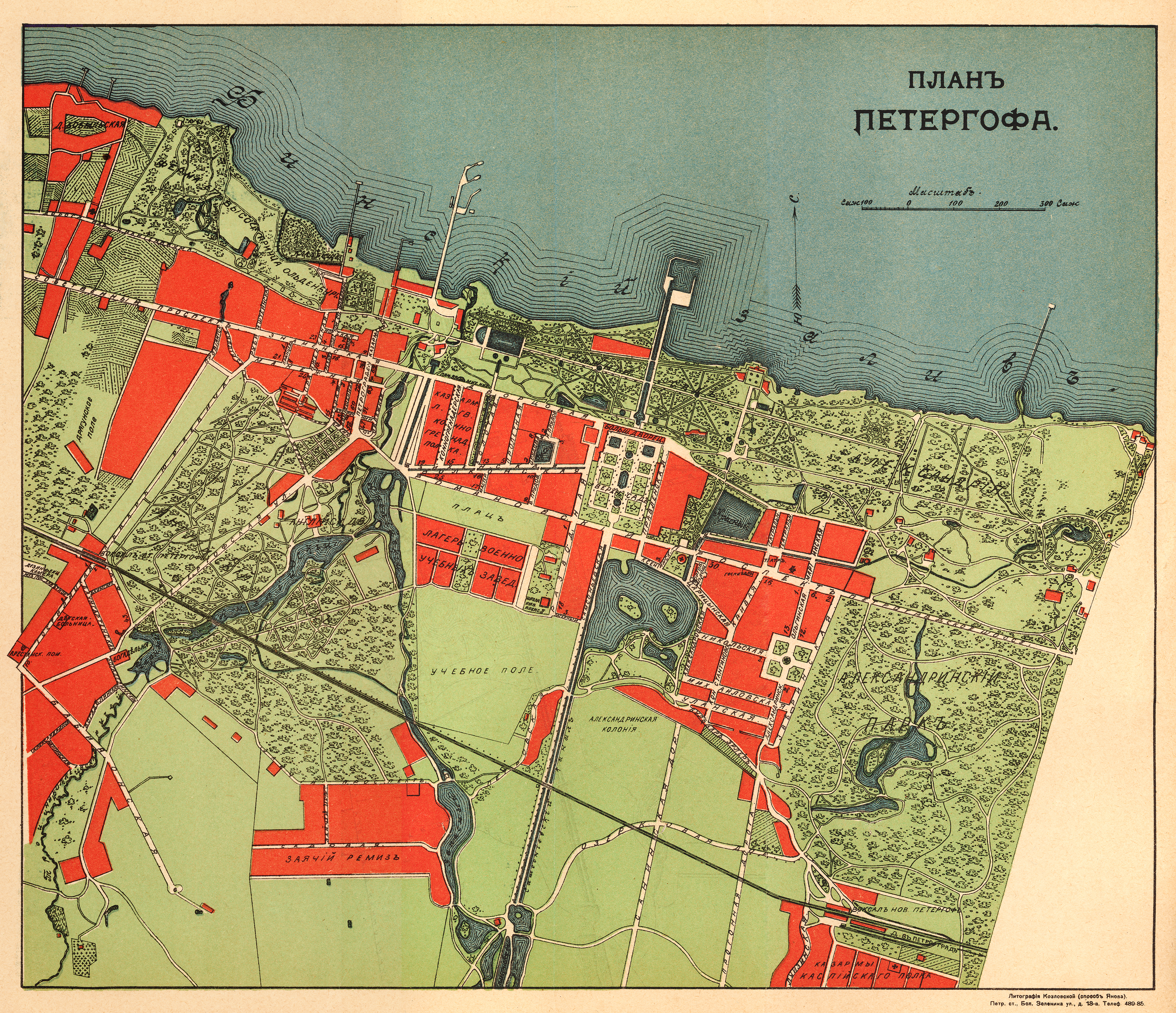
План Петергофа, литография М. В. Козловской, 1915 год

13 (26) ноября 1848 года указом императора Николая I уездную управу перенесли из Ораниенбаума в Петергоф. Город становится центром Петергофского уезда Санкт-Петербургской губернии.
В 1853—1857 годах на средства известного предпринимателя А. Штиглица была построена Петергофская железная дорога протяжённостью 30 км — от Петербурга до Нового Петергофа. До этого, с 1830-х годов по Петергофскому шоссе ездил сухопутный паровоз. В 1854—1857 годах велось строительство железнодорожной станции Петергоф. Первый поезд, в четырнадцати вагонах которого ехали примерно 300 пассажиров, отправился из Санкт-Петербурга 21 июля 1857 года в 10 часов утра и через 1 час 10 минут прибыл в Петергоф, а 15 августа по Петергофской железной дороге торжественно проехал император Александр II вместе с великим князем Михаилом Николаевичем и другими членами императорской фамилии. Состав прозвали «Кукушкой»; билеты продавали студенты, жившие на окрестных дачах; машинист и кондуктор были тоже нештатные[стиль].
В конце XIX века в городе появились два гимназические здания. В 1905 году по проекту Н. В. Султанова на берегу Ольгина пруда возвели собор святых Петра и Павла, а напротив него — небольшое здание церковно-приходской школы.
В годы Первой мировой войны в Петергофе дислоцировались первая, вторая и третья школы прапорщиков.
До 1917 года Петергоф был одной из главных летних императорских резиденций, которую населяли в основном дворцовые служители, офицеры и солдаты лейб-гвардейских полков.

Почтовые открытки 1907 года
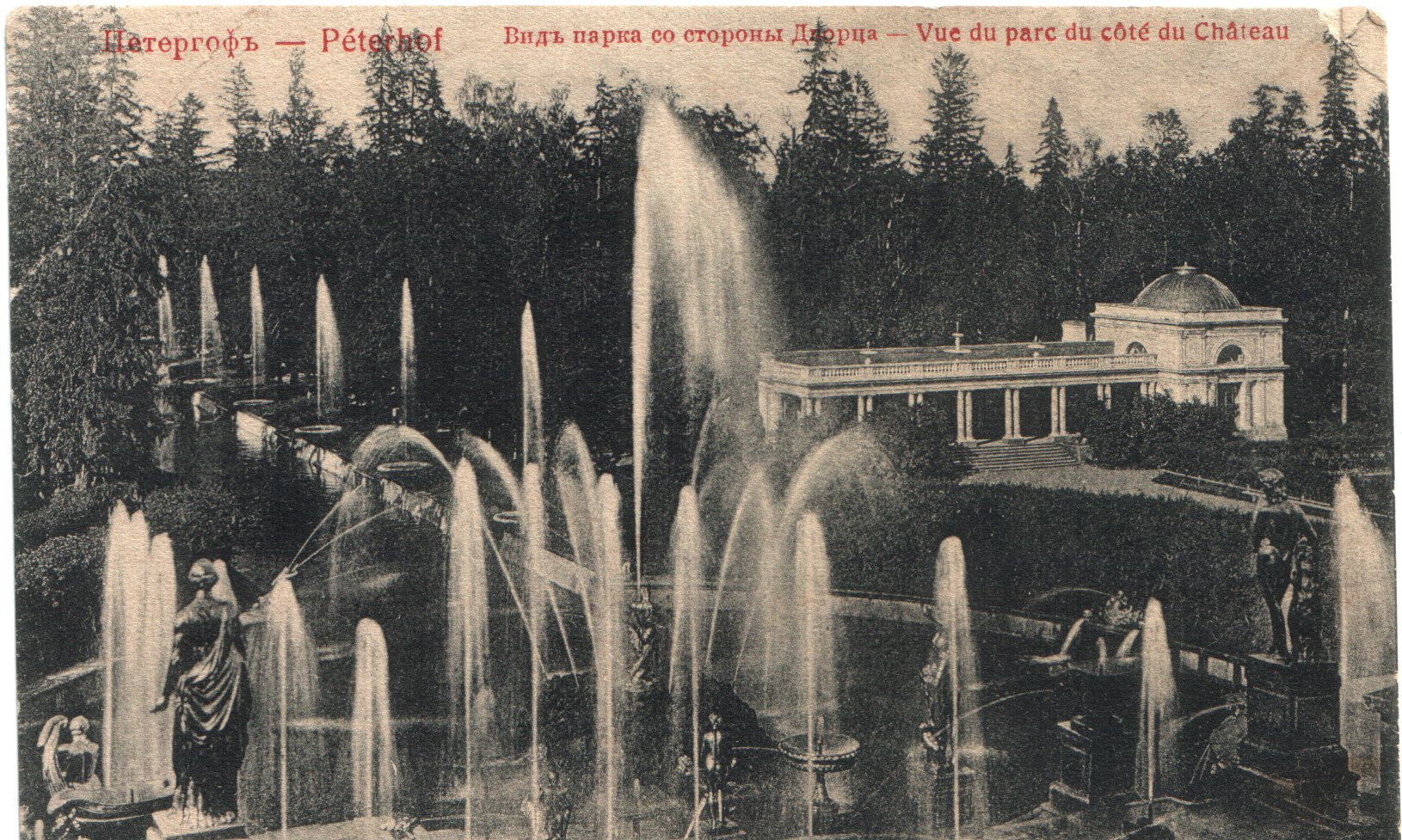
Вид парка со стороны дворца
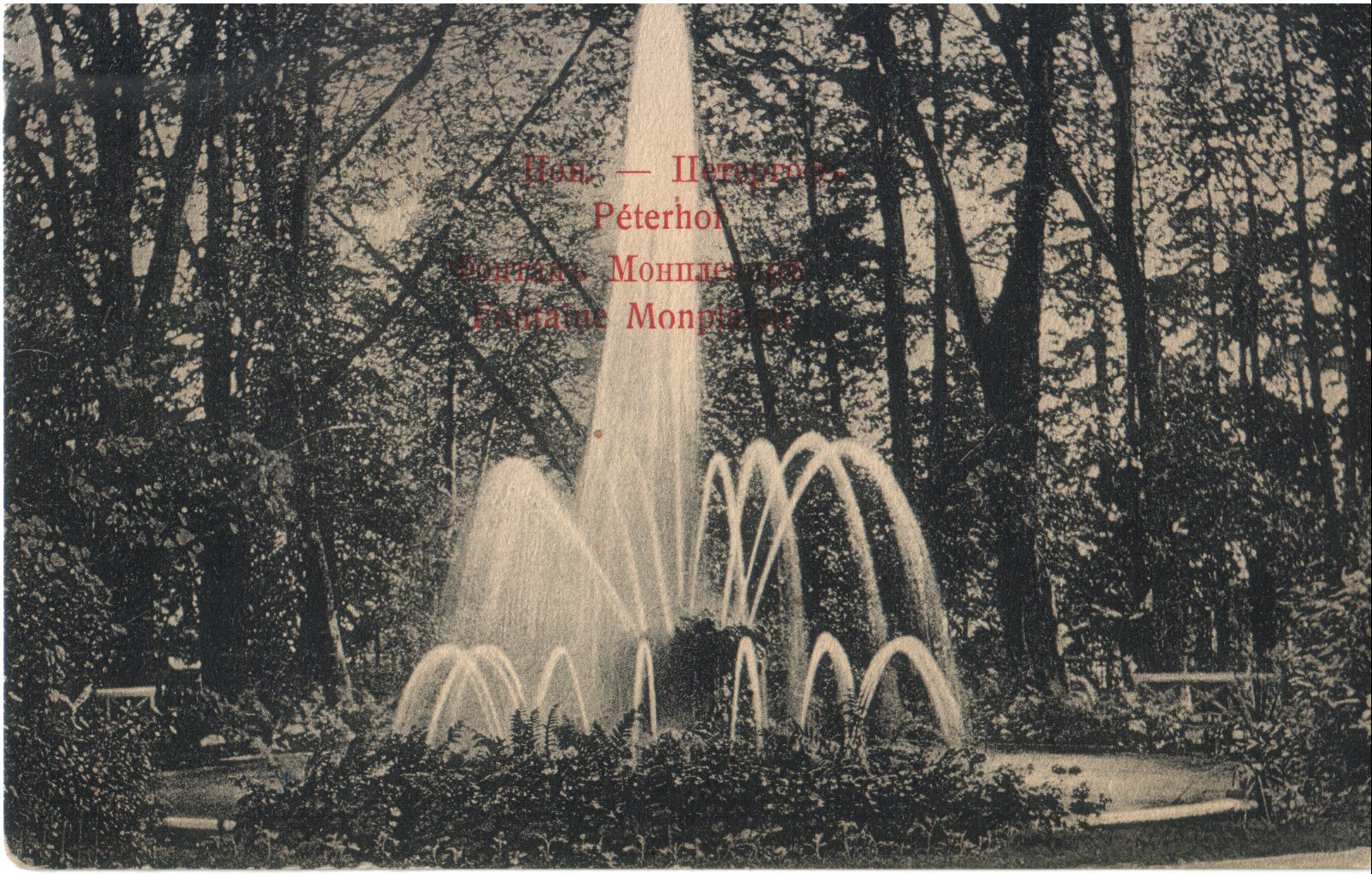
Фонтан «Монплезир»
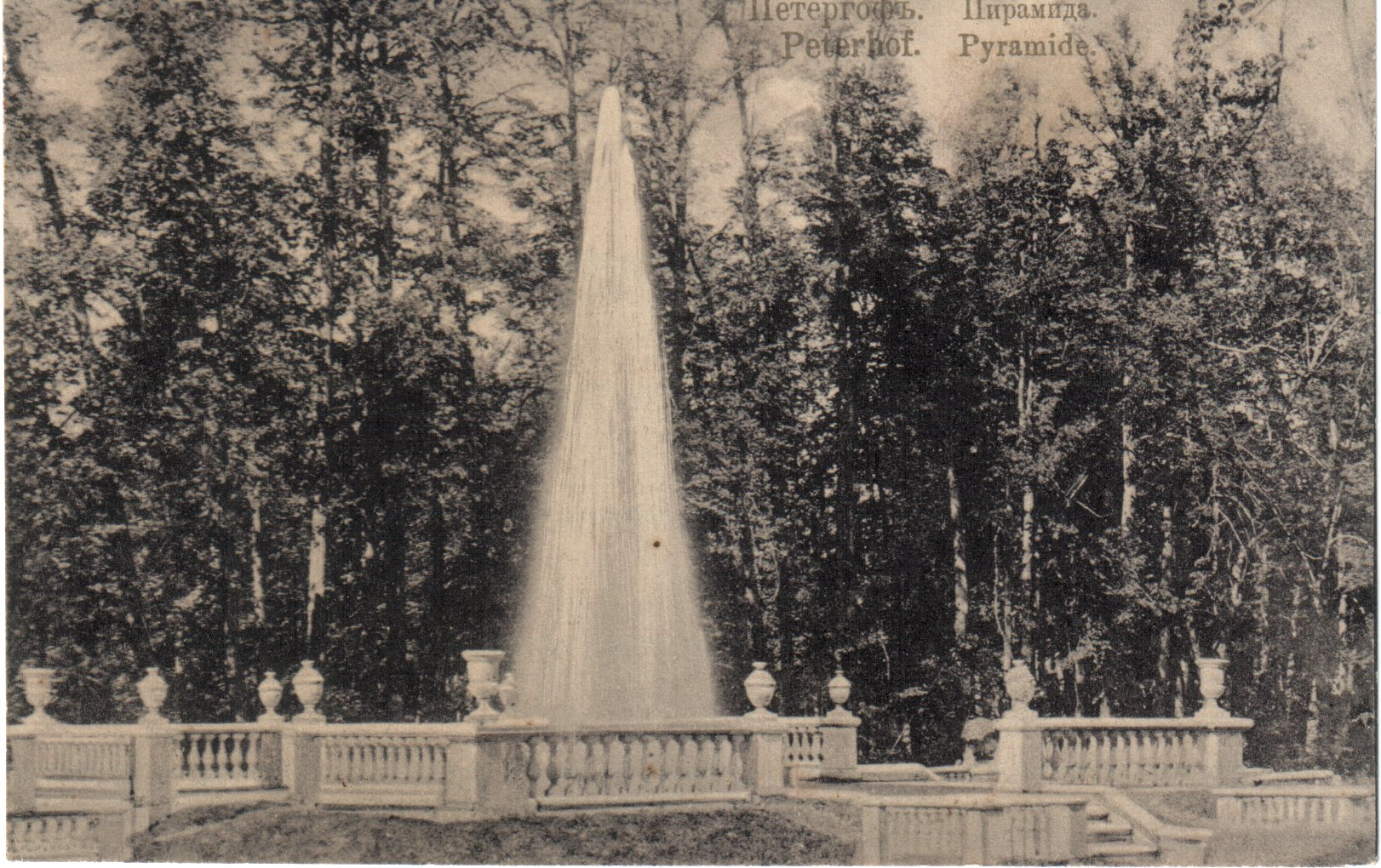
Фонтан «Пирамида»
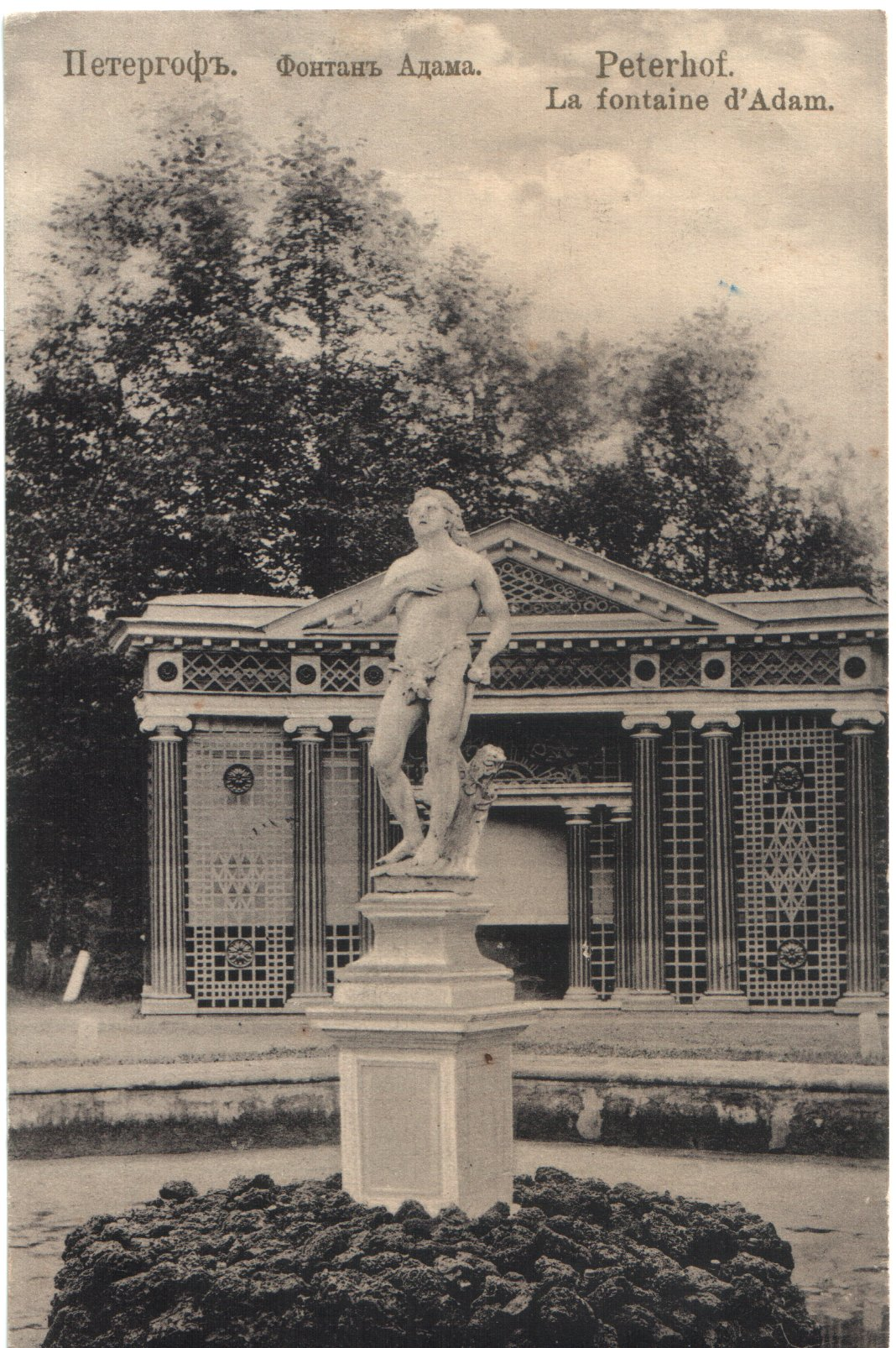
Фонтан «Адам»

### Советский период
В 1918 году бывшие императорские дворцы Петергофа были превращены в музеи. 18 мая 1918 года по залам Большого дворца прошла первая экскурсия рабочих. За первое лето работы музея его посетило более двух тысяч трудящихся. Вскоре в многочисленных корпусах, где прежде жили придворные и дворцовая челядь, стали открывать дома отдыха, санатории, детские учреждения; в парках появились детские площадки, читальни, эстрады.
В 1936 году Петергоф был переподчинён Ленсовету.
С 23 сентября 1941 по 19 января 1944 года город был оккупирован германскими войсками. 5 октября 1941 года в Петергофе был высажен Петергофский десант (морской). Линия фронта проходила на западной границе города по линии обороны Ораниенбаумского плацдарма. В результате военных действий город был почти полностью разрушен или сожжён. Наиболее сильно пострадал ансамбль Нижнего парка. Около 30 тысяч предметов живописи, декоративно-прикладного искусства и скульптуры из дворцовых коллекций было уничтожено или разграблено; фонтаны и водоводная система выведены из строя; 10 тысяч деревьев — более одной трети зелёного массива — вырублены.
27 января 1944 года указом Президиума Верховного Совета СССР  с формулировкой «удовлетворить просьбу трудящихся города Ленинграда» Петергоф был переименован в Петродворец, так как немецкое название тяжело воспринималось на фоне разрушений, оставленных немецкой армией. В том же году началось восстановление города, его дворцово-паркового ансамбля и системы фонтанов. В работах принимали участие ленинградские архитекторы А. А. Оль, В. М. Савков, Е. В. Казанская, А. Э. Гессен, скульпторы В. Л. Симонов, И. В. Крестовский, Н. В. Дадыкин, И. И. Суворов, В. В. Элонен и другие, а также большой коллектив мастеров-реставраторов. 17 мая 1964 года, в день празднования 250-летия Петергофа, открылись двери первых воссозданных залов Большого дворца. Масштаб разрушений был столь велик, что не все объекты удалось восстановить. Так, сильно пострадавшая в войну Нижняя дача была снесена в 1960-е годах из-за аварийности, ветшали Константиновский и Фермерский дворцы. В целом, облик довоенного города был сохранён, и началось новое строительство. На основных улицах появились небольшие двух- и трёхэтажные дома. Были реконструированы Привокзальная и Советская площади. Возродился завод точных технических камней (бывшая гранильная фабрика); с 1954 года завод, выпускавший ранее часовые камни, начинает производство наручных часов.

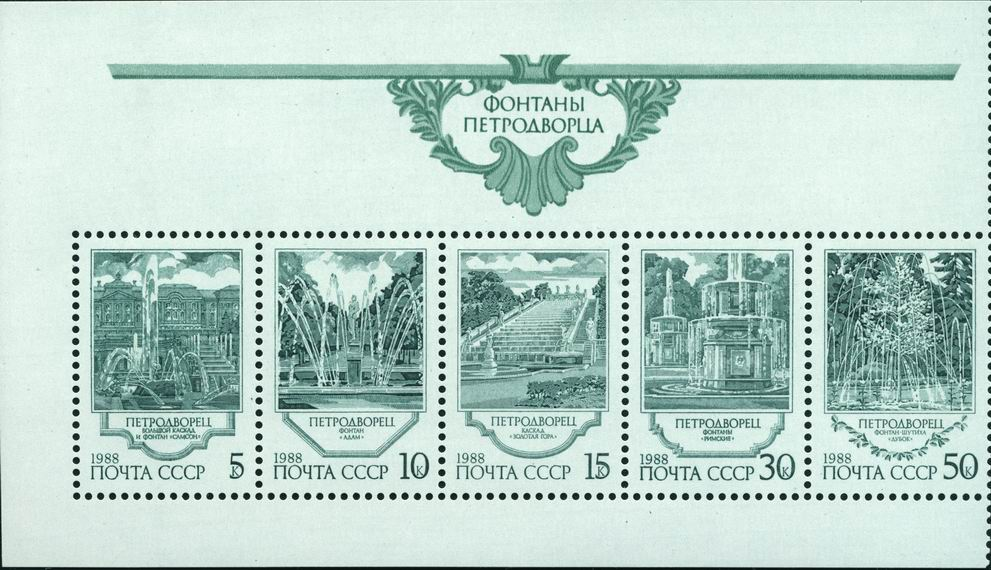
Марки СССР, посвящённые фонтанам Петродворца, 1988

В 1960-х годах в Старом Петергофе началось строительство научно-учебного городка Ленинградского государственного университета. Первым был построен в 1971 году физический факультет университета. Затем был возведён главный корпус Научно-исследовательского института физики, куда в 1971—1975 годах переместились научно-исследовательские лаборатории и другие структурные подразделения факультета. Во второй половине 1970-х годов в новый университетский комплекс переехали факультеты прикладной математики — процессов управления, математико-механический и химический. Новые корпуса получили институт математики и механики, астрономическая обсерватория и вычислительный центр, институт химии, институт вычислительной математики и процессов управления. Были также построены студенческие общежития, жилые дома для сотрудников университета. Сюда же переводится Военное электротехническое училище имени А. А. Попова, ныне — Военно-морской институт радиоэлектроники им. А. С. Попова (ВМИРЭ).
В 1960—1970-е годах началось массовое жилищное строительство в городе. Выросли новые кварталы с пяти- и десятиэтажными домами, школами, торговыми центрами. Возле Английского парка, на бывшем Кадетском плацу, создан новый жилой массив с высотными зданиями.
26 ноября 1973 года указом президиума Верховного Совета СССР город Петродворец был награждён орденом «Знак Почета» за большой вклад трудящихся в восстановление и развитие дворцов, музеев и парков и в связи с 250-летием.

### Современный период
С 1990 года дворцы и парки Петродворца входят в состав художественно-архитектурного дворцово-паркового музея-заповедника «Петергоф» и в том же году были включены в состав объекта охраны мирового наследия ЮНЕСКО под названием «Исторический центр Санкт-Петербурга и связанные с ним комплексы памятников». В 1997 году ГМЗ «Петергоф» был включён в Государственный свод особо ценных объектов культурного наследия народов России.
Богатейший научный и культурный потенциал Петергофа позволил ему получить статус первого на Северо-западе России наукограда. 23 июля 2005 года было принято соответствующее постановление Правительства РФ за № 449.
В 2005 году после реставрации открыты для посетителей Царицын и Ольгин павильоны в Колонистском парке. В 2004 году открыты новые музеи — Музей велосипедов и Музей императорских яхт, а в 2007 году — Музей игральных карт.

### Название города
Название Петерго́ф (нем. Peterhof — Петров двор) известно с 1705 года. Первоначально так называли только район дворца Монплезир, но вскоре это наименование распространилось на всё поселение. 27 января 1944 года город был переименован в Петродворе́ц. Новое название по сути было некорректным переводом старого на русский язык. При этом железнодорожные платформы Новый Петергоф и Старый Петергоф не переименовывались.
В 1997 году в закон «Об административно-территориальном устройстве Санкт-Петербурга» были внесены поправки, Петродворец был разделён на две части — город Петергоф и посёлок Стрельна. Однако изменения в адресный классификатор тогда внесены не были, поэтому в некоторых документах указывалось прежнее название Петродворец, оно же значилось на географических картах. Вскоре Законодательное собрание Санкт-Петербурга сделало попытку официально превратить Петродворец в Петергоф на федеральном уровне, однако Правительство РФ в своём ответе разъяснило, что город Петродворец находится на территории города Санкт-Петербурга и переименовать Петродворец могут петербургские власти.
В мае 2009 года приказом комитета по земельным ресурсам и землеустройству Санкт-Петербурга в адресном классификаторе название Петродворец было заменено на Петергоф. В сентябре 2009 года Федеральная служба государственной регистрации, кадастра и картографии приняла решение указывать на всех картах название Петергоф вместо Петродворца.

### Герб и флаг города
См. также: Гербы с вензелями и литерами

Герб Петергофа 1831 года

- Герб Петергофа (императорской резиденции в Санкт-Петербургской губернии) утвержден 12 марта 1831 года[27]:

«В червленом щитке золотое вензелевое изображение имени Петра I»
24 декабря 1998 года муниципальный совет Петергофа постановлением № 43 утвердил Положение о гербе и флаге муниципального образования. Символы города зарегистрированы Геральдическим советом при президенте РФ под № 475. Согласно тексту Положения:

«Герб Муниципального образования города Петергофа представляет собой изображение в золотом поле геральдического щита лазоревой (синей, голубой) зубчатой стены, мурованной золотом, и поверх неё червленого (красного) столба, обремененного золотым вензелевым именем Петра 1 под золотой императорской короной с лазоревыми лентами».

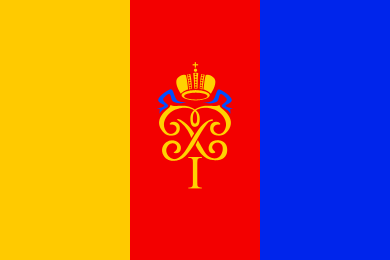
Флаг Петергофа 1998 года

- Флаг Петергофа 1998 годаФлаг Петергофа утверждён в 1998 году. Согласно тексту того же Положения (орфография сохранена)[27]:

«Флаг Муниципального образования города Петергофа представляет собой 3-х цветное полотнище с отношением ширины к длине 2:3 с расположением от древка равных вертикальных полос соответственно золотистого, красного и лазурно-голубого цветов, с односторонним изображением посередине, на центральной красной полосе золотистого коронованного вензеля имени Петра Первого под золотистой императорской короной с лазурно-голубыми лентами, как основного элемента Герба города Петергофа. Габаритная высота основного элемента герба составляет ½ высоты флага».

## Население
| 1862    | 1897    | 1939    | 1959    | 1970    | 1979    | 1987    |
| ------- | ------- | ------- | ------- | ------- | ------- | ------- |
| 6702    | ↗11 300 | ↗44 261 | ↘21 706 | ↗43 136 | ↗72 568 | ↗77 000 |
| 1992    | 1996    | 2002    | 2003    | 2010    | 2012    | 2013    |
| ↗83 800 | ↘82 200 | ↘64 791 | ↗64 800 | ↗73 199 | ↗74 051 | ↗74 277 |
| 2014    | 2015    | 2016    | 2017    | 2018    | 2019    | 2020    |
| ↗75 267 | ↗76 827 | ↗78 457 | ↗80 662 | ↗82 940 | ↗85 177 | ↗85 717 |
| 2021    | 2023    | 2025    |         |         |         |         |
| ↘80 814 | ↘80 701 | ↗81 767 |         |         |         |         |

## Органы власти
Петергоф является муниципальным образованием — внутригородской территорией города федерального значения Санкт-Петербурга. Местное самоуправление осуществляется на основании устава, который был принят постановлением муниципального совета муниципального образования город Петергоф от 5 ноября 2008 года № 54-н.
Современный орган местного самоуправления — Муниципальный Совет — функционирует с 1998 года. В результате выборов 14 сентября 2014 года был избран новый состав V-го созыва (из 19 депутатов: 18 — от Единой России, 1 — от КПРФ).
Глава МО город Петергоф (с 2019 года) — депутат Муниципального Совета Шифман Александр Викторович.
Исполнительным органом местного самоуправления является местная администрация, возглавляемая главой местной администрации Егоровой Татьяной Сергеевной.

## Архитектура и достопримечательности

### Государственный музей-заповедник «Петергоф»
Памятник мировой архитектуры и дворцово-паркового искусства. Включает в себя дворцово-парковый ансамбль XVIII—XIX веков — бывшую загородную царскую резиденцию, превращённую в музей после национализации 19 мая 1918 года. Современный статус музей-заповедник получил в 1990 году.
В состав музея-заповедника входят:

#### Дворцово-парковый ансамбль «Петергоф»

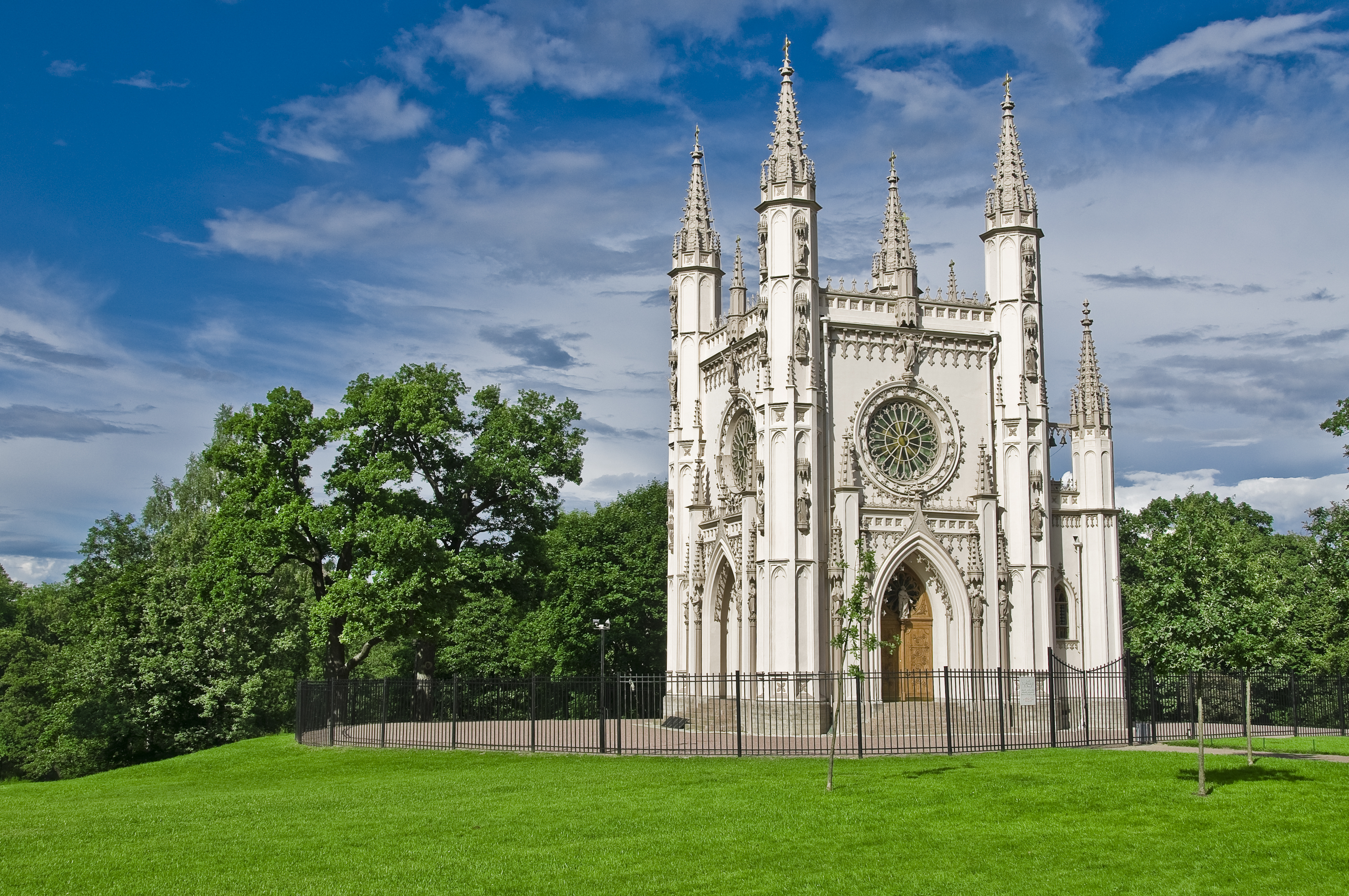
Церковь святого Александра Невского

- Большой Петергофский дворец

Дворец — основное здание Петергофского дворцово-паркового ансамбля. Первоначально довольно скромный царский дворец, сооруженный в стиле «петровского барокко» в 1714—1725 годах по проекту Ж-Б. Леблона, а затем Н. Микетти, был перестроен при императрице Елизавете Петровне в 1747—1752 годах по модели Версаля (архитектор Ф.-Б. Растрелли), — в так называемом стиле зрелого барокко. 30 залов, в том числе богато украшенные парадные залы, отштукатуренные под мрамор, с расписанными потолками, инкрустированным паркетом и позолоченными стенами.
- Верхний сад

Регулярный сад (15 га) к югу от Большого дворца разбит в 1714—1724 году по плану архитектора Б. Растрелли. Пять прудов, фонтаны (пять фонтанов и каскад: фонтаны Квадратных прудов, фонтаны «Межеумный», «Дубовый» и фонтан «Нептун» с каскадом Аполлона), статуи и трельяжные беседки.

Верхний сад
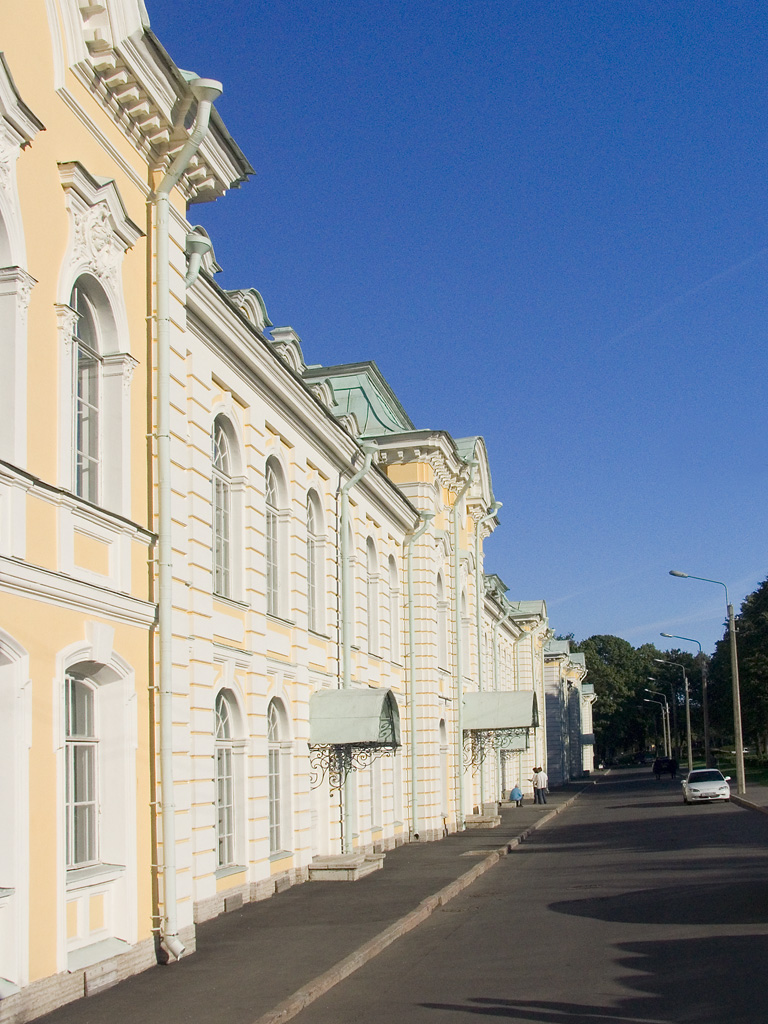
Фрейлинские дома
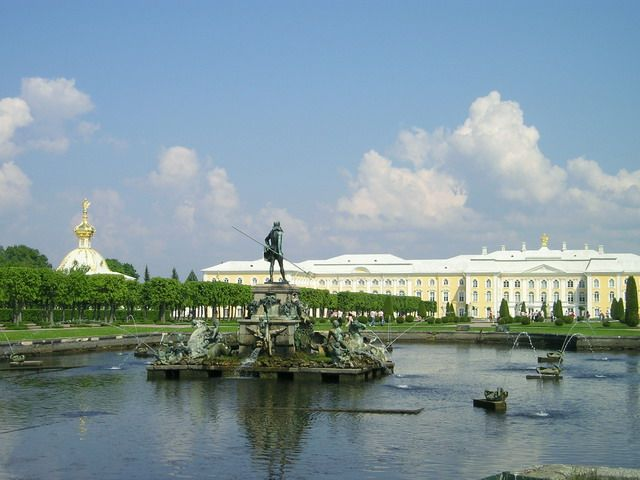
Фонтан Нептун на фоне Большого Петергофского дворца
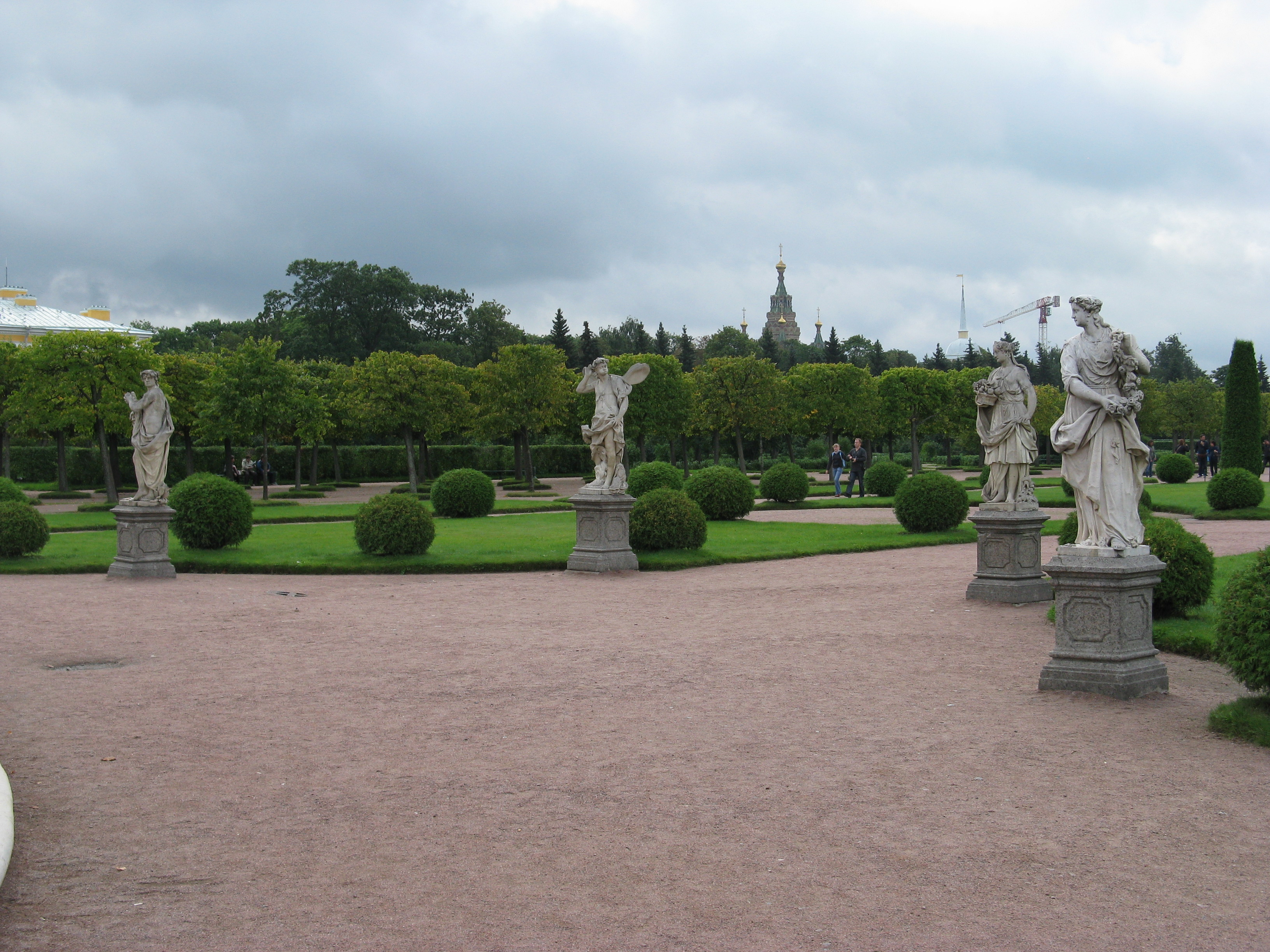
Скульптуры в Верхнем саду
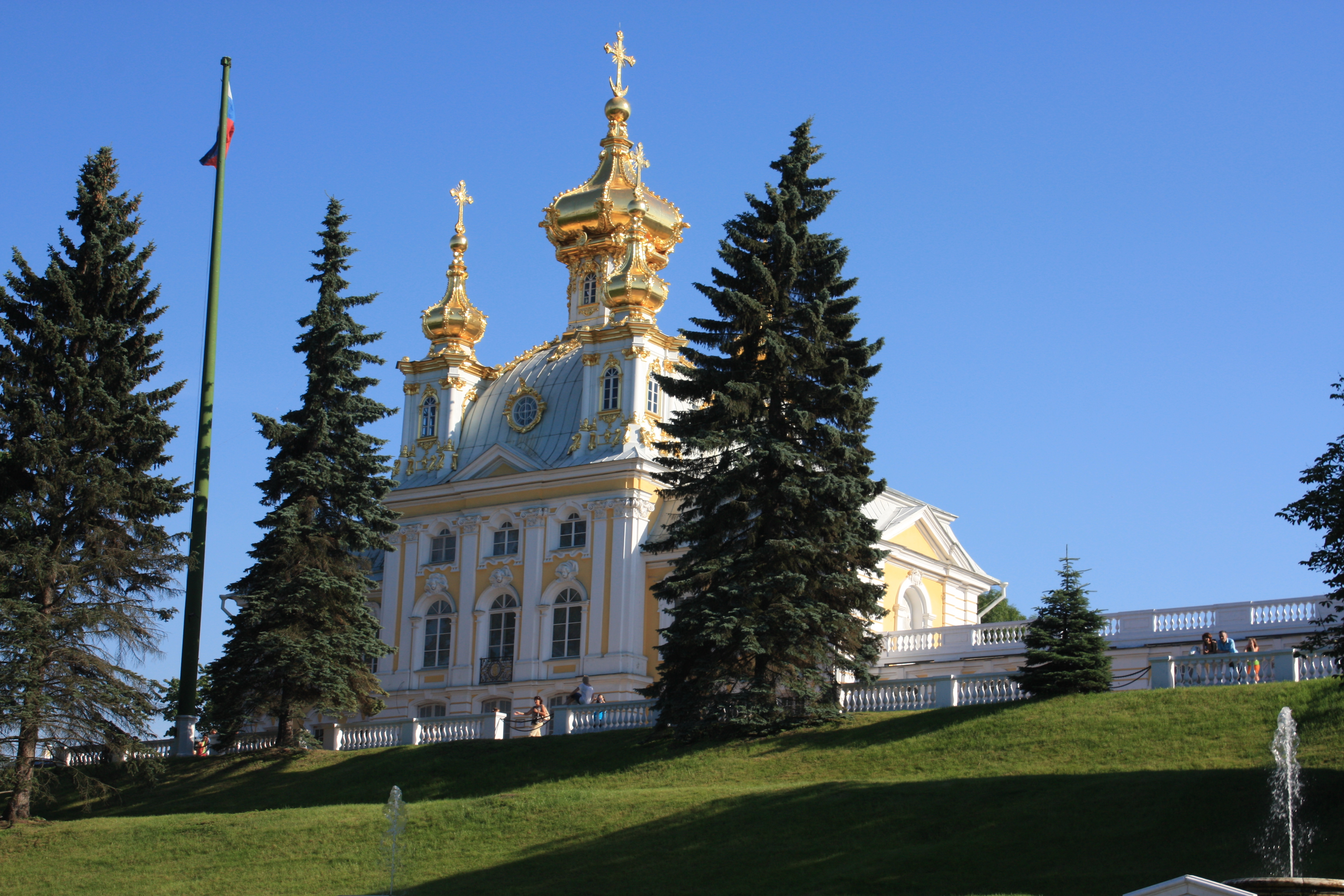
Церковный корпус Большого Петергофского дворца
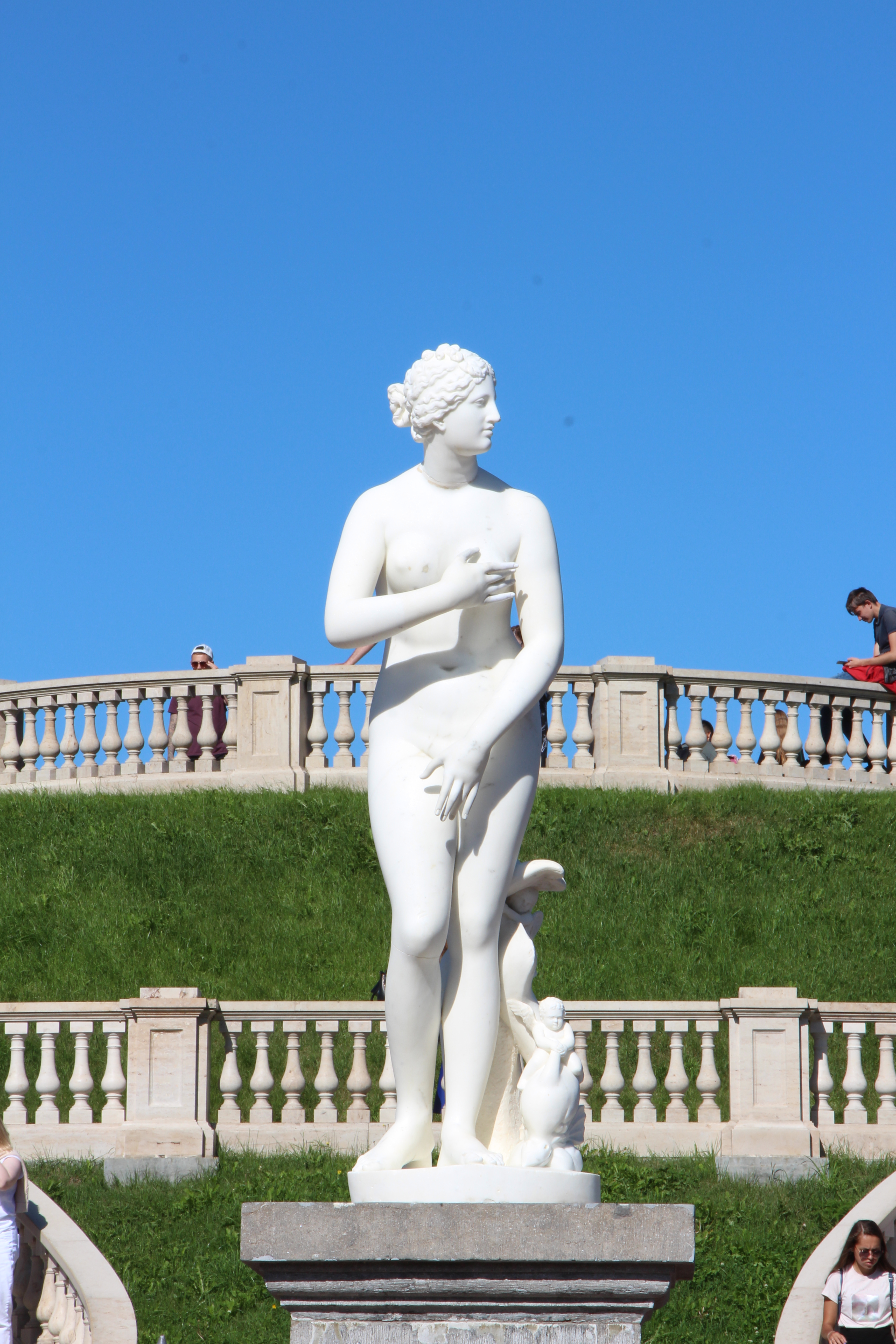
Статуя Венеры

- Нижний парк

Регулярный парк (102 га) на берегу Финского залива закладывался по образцу загородной резиденции французского короля Людовика XIV в Версале в модном тогда французском стиле. Наброски Петра I служили архитектору И. Браунштейну материалом для составления Генерального плана резиденции. Морской канал от Большого дворца к заливу рассекает парк на две почти равные части. В парке расположены несколько художественно законченных архитектурно-парковых ансамблей: Большой дворец с каскадом, каналом и цветниками, Большая оранжерея с плодовым садом и парниками, дворец Монплезир с садом и теплицами «для поваренных трав», дворец Марли с огородами, садами и рыбными прудами. Однако всемирную известность Нижнему парку Петергофа принесли его уникальные и многочисленные фонтаны (более 150 фонтанов и четыре каскада): Большой каскад с фонтаном «Самсон» перед ним, парные фонтаны «Чаши», фонтаны «Мраморные скамьи» и «Воронихинские колоннады», Морской канал с Аллеей фонтанов, каскад «Шахматная гора», фонтан «Оранжерейный», Римские фонтаны, фонтан «Адам», фонтан «Сноп» и фонтаны «Колокола», фонтан «Солнце», фонтан «Пирамида», фонтаны-шутихи, каскады «Львиный» и «Золотая гора», фонтан «Фаворитный», фонтан «Ева», фонтан «Китовый», «Менажерные» фонтаны, фонтаны «Клоши».

Нижний парк
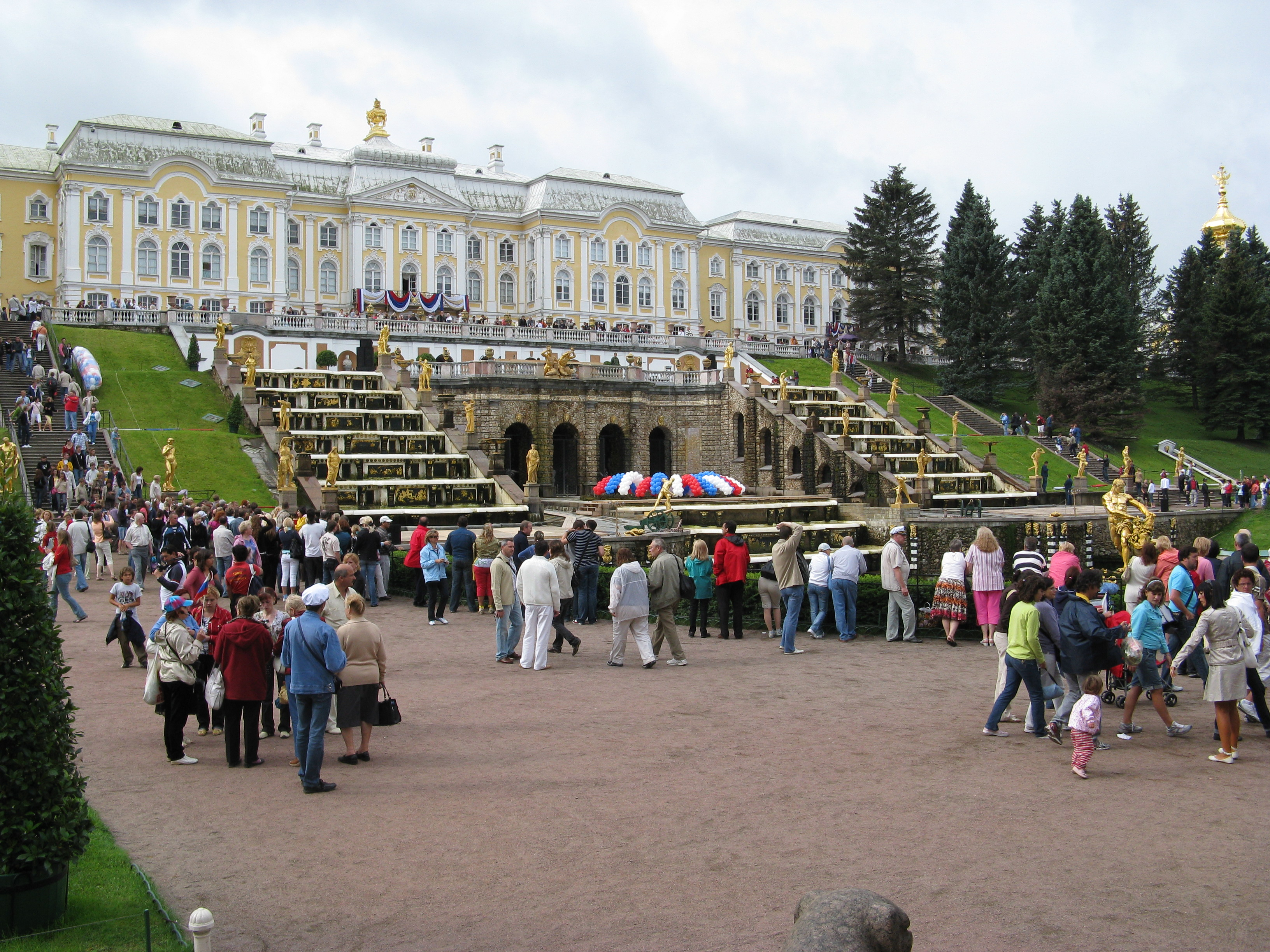
Перед запуском фонтанов в Нижнем парке
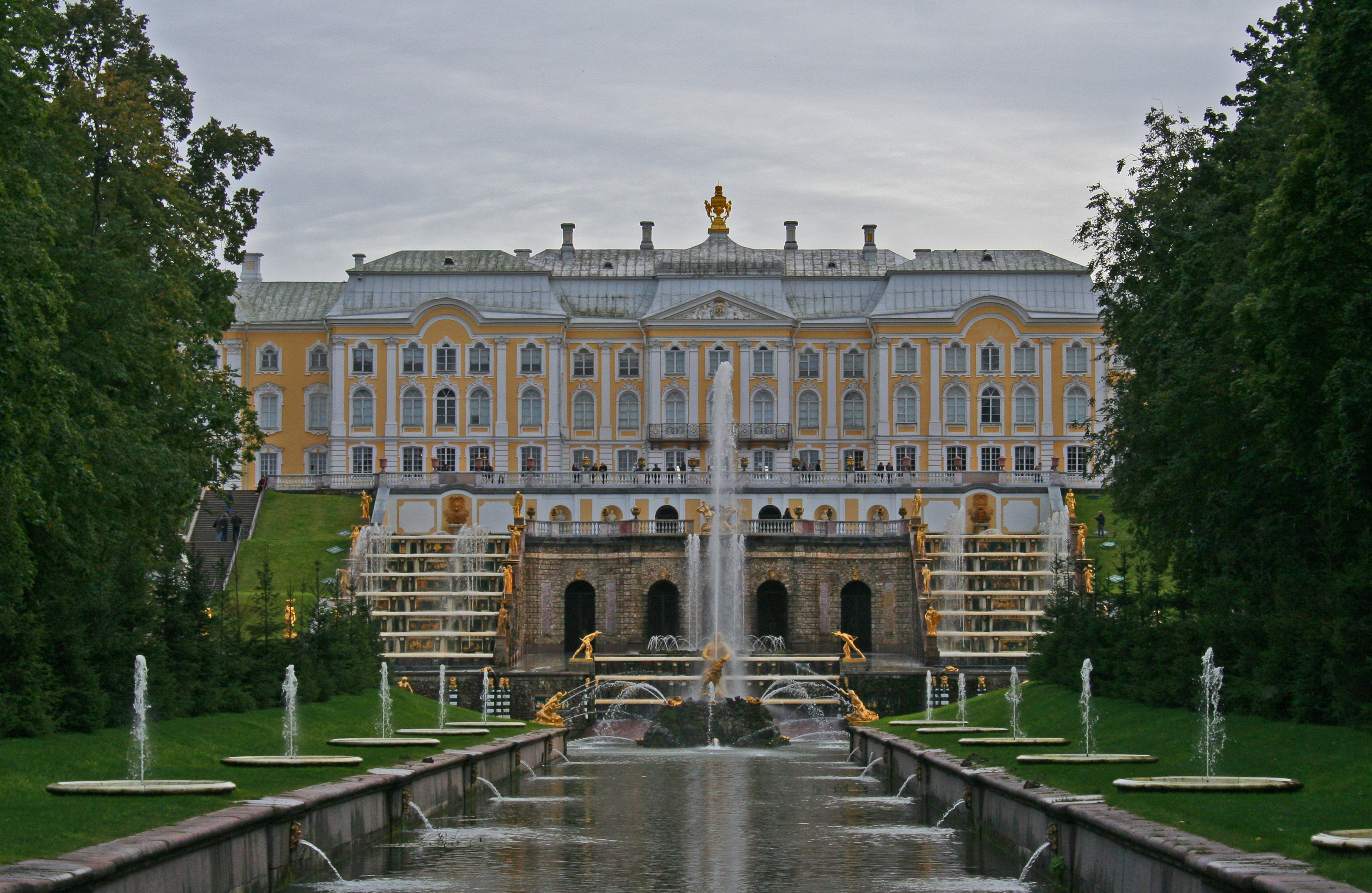
Вид на Большой Петергофский дворец и Большой каскад в створе Морского канала
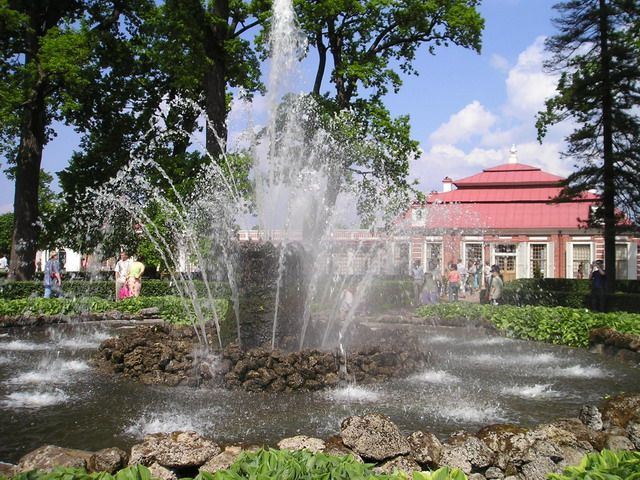
Фонтан «Сноп» на фоне  Дворца Монплезир
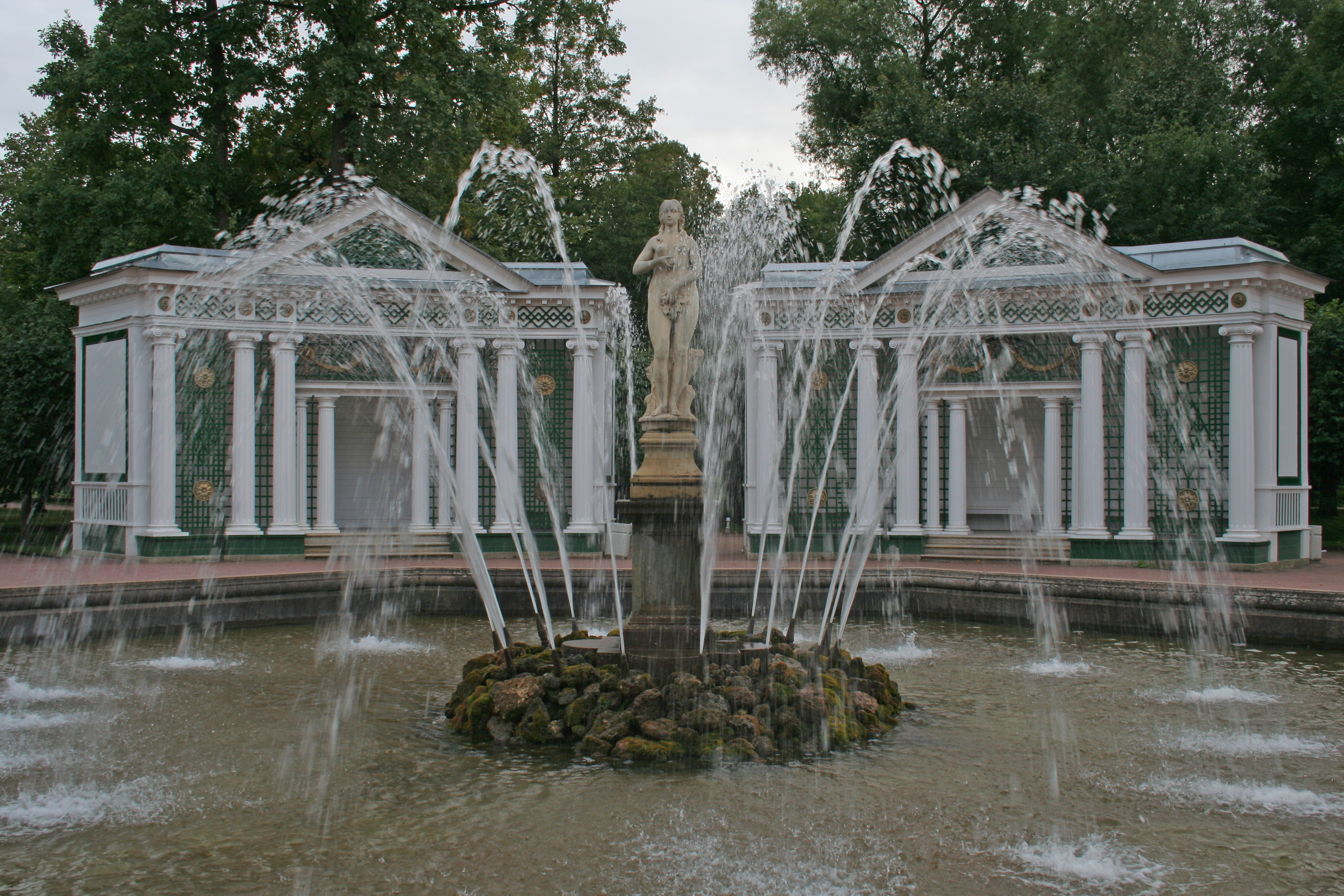
Фонтан «Ева»

#### Дворцово-парковый ансамбль «Александрия»
- Парк Александрия

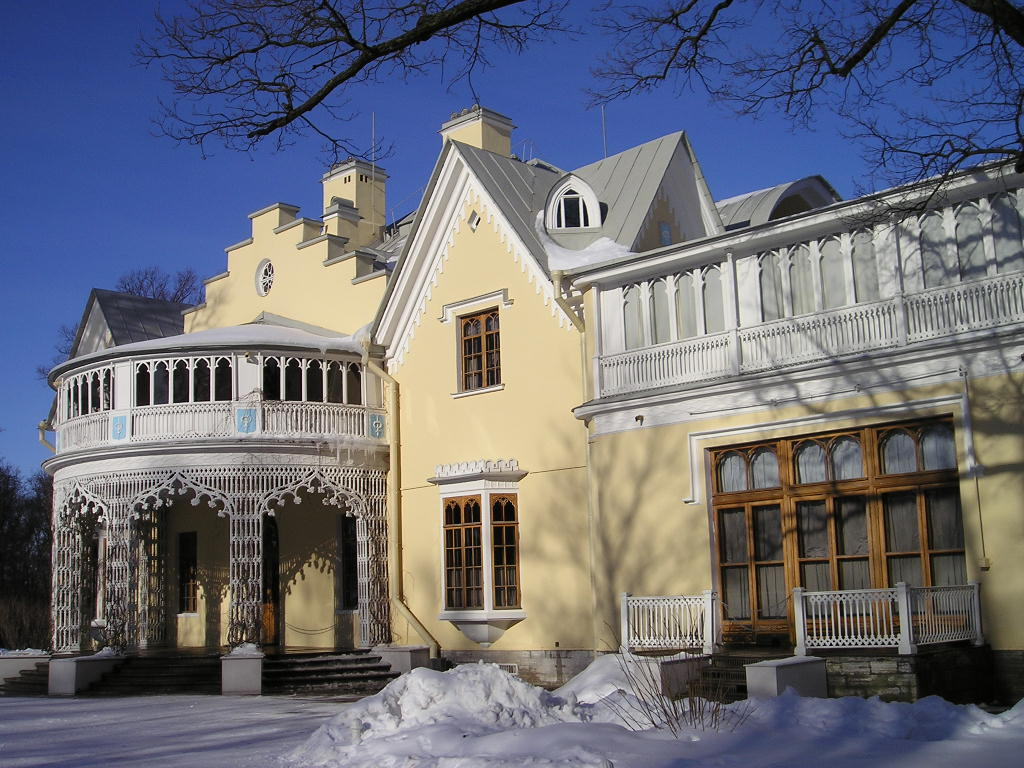
Дворец Коттедж в парке Александрия

Приморский пейзажный парк (площадь 115 га) на берегу Финского залива к востоку от Нижнего парка. Разбит в 1826—1832 году как летняя загородная резиденция семьи императора Николая I архитекторами А. А. Менеласом, А. И. Штакеншнейдером и садовым мастером П. И. Эрлером.
- Дворец Коттедж (1826—1829, архитектор А. Менелас) — небольшое двухэтажное здание с мансардой в готическом стиле. В 1842—1843 годах по проекту архитектора А. И. Штакеншнейдера к Коттеджу пристраивается столовая с мраморной террасой.
- Фермерский дворец (1828—1831, архитектор А. Менелас) — павильон при молочной ферме для великого князя Александра Николаевича. В результате перестройки архитектором А. И. Штакеншнейдером превратился в загородный дворец в стиле неоготики и стал играть роль летнего загородного дворца семьи Александра II.
- Готическая капелла (1830—1834, архитекторы К.-Ф. Шинкель, А. Менелас) — это церковь святого Александра Невского, построенная в готическом стиле. Внутри устроена по православным канонам.
- Нижняя дача Николая II (конец XIX в., архитектор А. Томишко)

#### Колонистский парк

Ольгин павильон
в Колонистском парке

Парк на юге города с Ольгиным прудом и павильонами в стиле итальянского Возрождения на искусственных островах, разбит в 1838—1847 годах по проекту архитектора А. И. Штакеншнейдера и садового мастера П. И. Эрлера.
- Царицын павильон (1839—1850, архитектор А. И. Штакеншнейдер) — построен по типу древнеримских вилл, открытых при раскопках Помпеи, в подарок супруге императора Николая I Александре Фёдоровне.
- Ольгин павильон (1846—1848, архитектор А. И. Штакеншнейдер) — строгое трехэтажное здание на мощном цоколе в стиле южноитальянских вилл, построен для дочери Николая I Ольги Николаевны.

### Другие достопримечательности
Также среди достопримечательностей города:

#### Парки и дворцово-парковые ансамбли города
- Александровский парк

Пейзажный парк (144 га) с прудами и островами к югу от парка Александрия на востоке города. Разбит в 1832—1836 годах по проекту архитекторов А. А. Менеласа, И. И. Шарлеманя, садового мастера П. И. Эрлера. До наших дней сохранились только здания двух караулок, построенных в XVIII веке.
- Английский парк

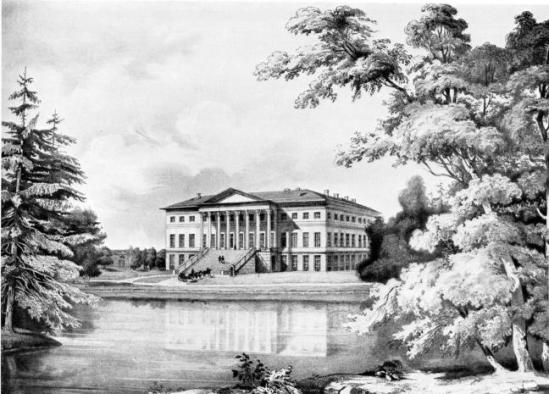
Английский дворец. Литография К. К. Шульца. Середина XIX века

Первый пейзажный парк Петергофа с прудом, плотинами и мостами в западной части города. Разбит в 1779—1790 годах по проекту архитектора Дж. Кваренги и садового мастера Джеймса Медерса по образцу английский усадеб. Кваренги построил в парке Английский дворец и Берёзовый сруб, уничтоженные во время Великой Отечественной войны. Из всех построек сохранились лишь оранжереи и руинный мостик.
- Английский дворец (1781—1796, архитектор Дж. Кваренги) — в стиле строгого классицизма. Дворец разрушен в Великую Отечественную войну. До настоящего времени сохранились руины цокольного этажа, где установлен памятный знак. Одна из капителей главного портика находится в Музее истории Петербурга в Петропавловской крепости.

- Луговой парк

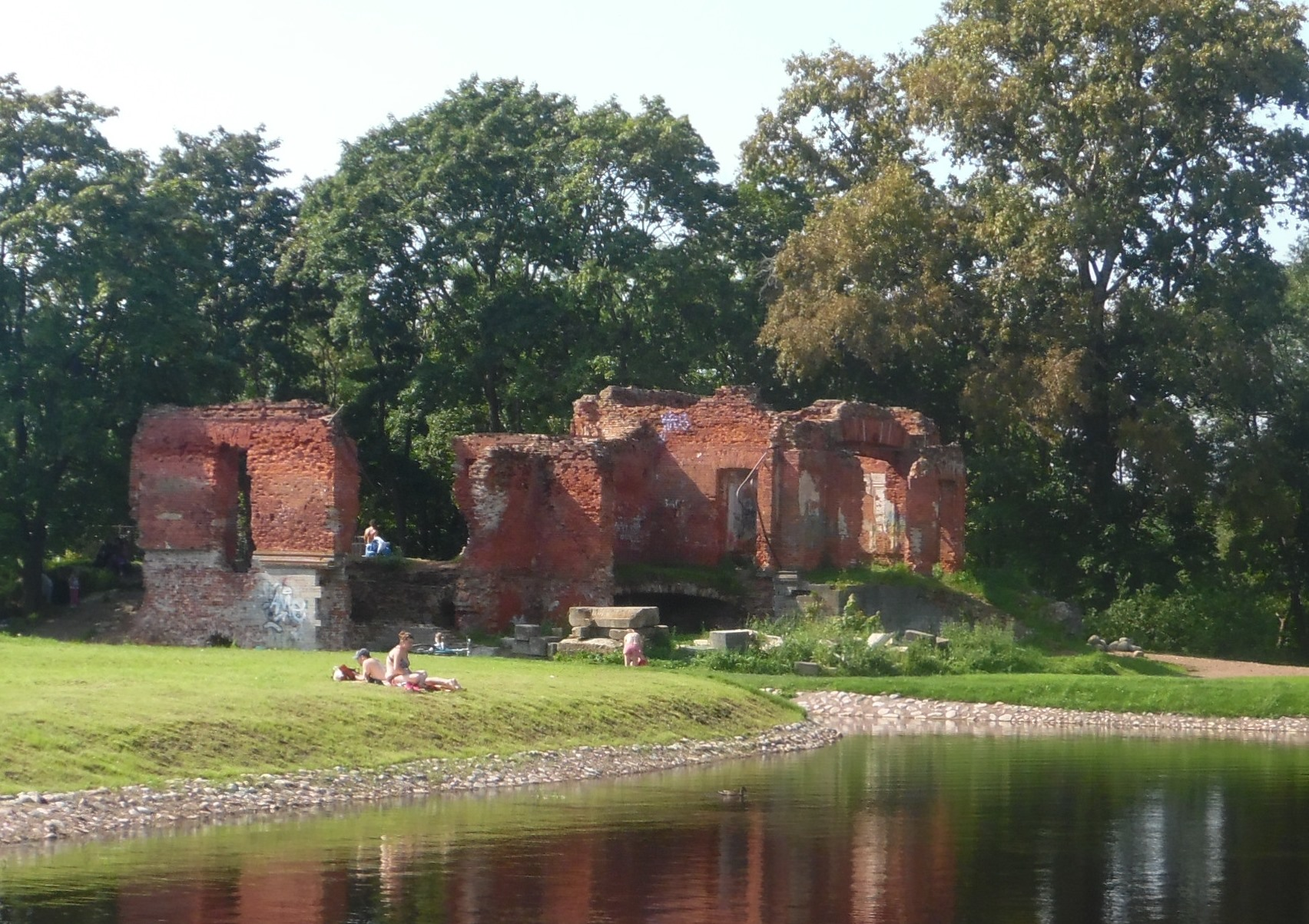
Руины Розового павильона в Луговом парке, 2016 год

Парк (85 га) без границ с системой шлюзов, каналов и прудов вдоль линии Самсониевского водовода на юге города в направлении Бабигона (деревня Низино). Разбит в 1825—1857 годах по проекту архитектора А. И. Штакеншнейдера, садового мастера П. И. Эрлера и инженера М. И. Пилсудского. От большинства построек, в том числе Розового павильона (павильона Озерки), остались только руины. Почти 18 га территории Лугового парка заняты девятью прудами — Большим запасным (Никольским), Самсоновским (Малым запасным), Орлиным, Руинным, Круглым, Мельничным, Сапёрным, Бабигонским, Церковным. Вода этих прудов по Петергофскому каналу подаётся для питания фонтанов и каскадов Верхнего сада и Нижнего парка Петергофа.) Парк и его сооружения, сильно пострадавшие в 1941—1944 годах, постепенно восстанавливаются. Планируется восстановление Никольского сельского домика у Большого Западного пруда, павильона Озерки у начала Самсониевского водовода, Царской мельницы вблизи шлюза на Самсоновском пруду, «Руины» на одном из островков Руинного пруда.
- Бельведер (1852—1856, архитектор А. И. Штакеншнейдер) — дворцовый павильон, находится в самой южной части парка, на Бабигонском холме. Предназначался для пикников императорской фамилии. После Октябрьской революции дворцовый павильон стал домом отдыха трудящихся. Во время Великой Отечественной войны дворцовый павильон серьёзно пострадал, скульптурные группы безвозвратно исчезли. После реставрации в 1953—1956 годы во дворце снова открылся дом отдыха. В настоящее время во дворце ведутся серьёзные реставрационные работы.

Особенности Бельведера: с верхней галереи можно увидеть Финский залив, Кронштадт, Санкт-Петербург; в XIX веке действовала специальная подъёмная машина — прототип современного лифта; парадный вход был украшен скульптурами, в точности повторяющие те, что стоят сегодня на Аничковом мосту.
- Парк Ольденбургского (1838—1839, архитектор В. П. Стасов, Знаменская улица, 29) — бывшая дача принца П. Г. Ольденбургского. Все эти постройки были разрушены, в основном во время войны[49].

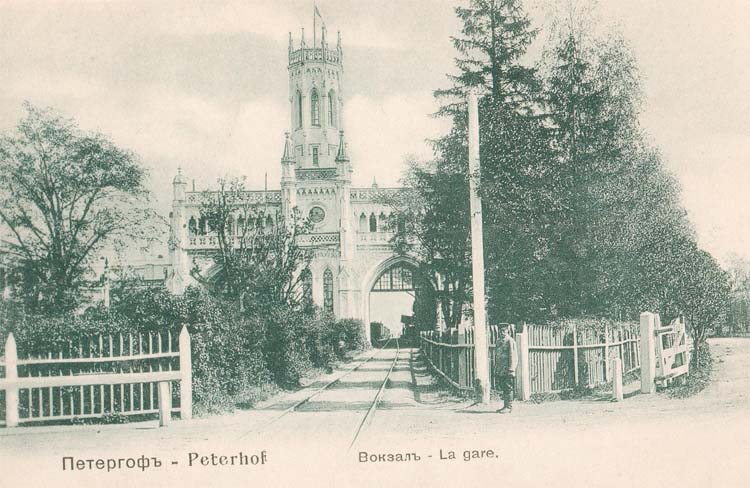
Вокзал Нового Петергофа, 1917

- Дворцово-парковый ансамбль «Собственная дача» (1844—1850, архитектор А. И. Штакеншнейдер) — сочетание регулярного и пейзажного парка, дворец в стиле необарокко, Свято-Троицкая церковь в стиле барокко с одним многогранным куполом[49].
- Дворцово-парковый ансамбль «Сергиевка» — бывшее имение дочери императора Николая I Марии Николаевны и её мужа герцога Лейхтенбергского. Архитектор А. И. Штакеншнейдер в 1839—1842 годах строит здесь в стиле классицизма загородный дворец Лейхтенбергских. Помимо дворца Штакеншнейдер возвёл Кухонный и Гофмейстерский корпуса, а в 1845—1846 годах покрытую мрамором Капеллу (не сохранилась). Вокруг был разбит пейзажный парк.

- Дворцово-парковый ансамбль «Знаменка».
- Дворцово-парковый ансамбль «Михайловка».

#### Архитектура города

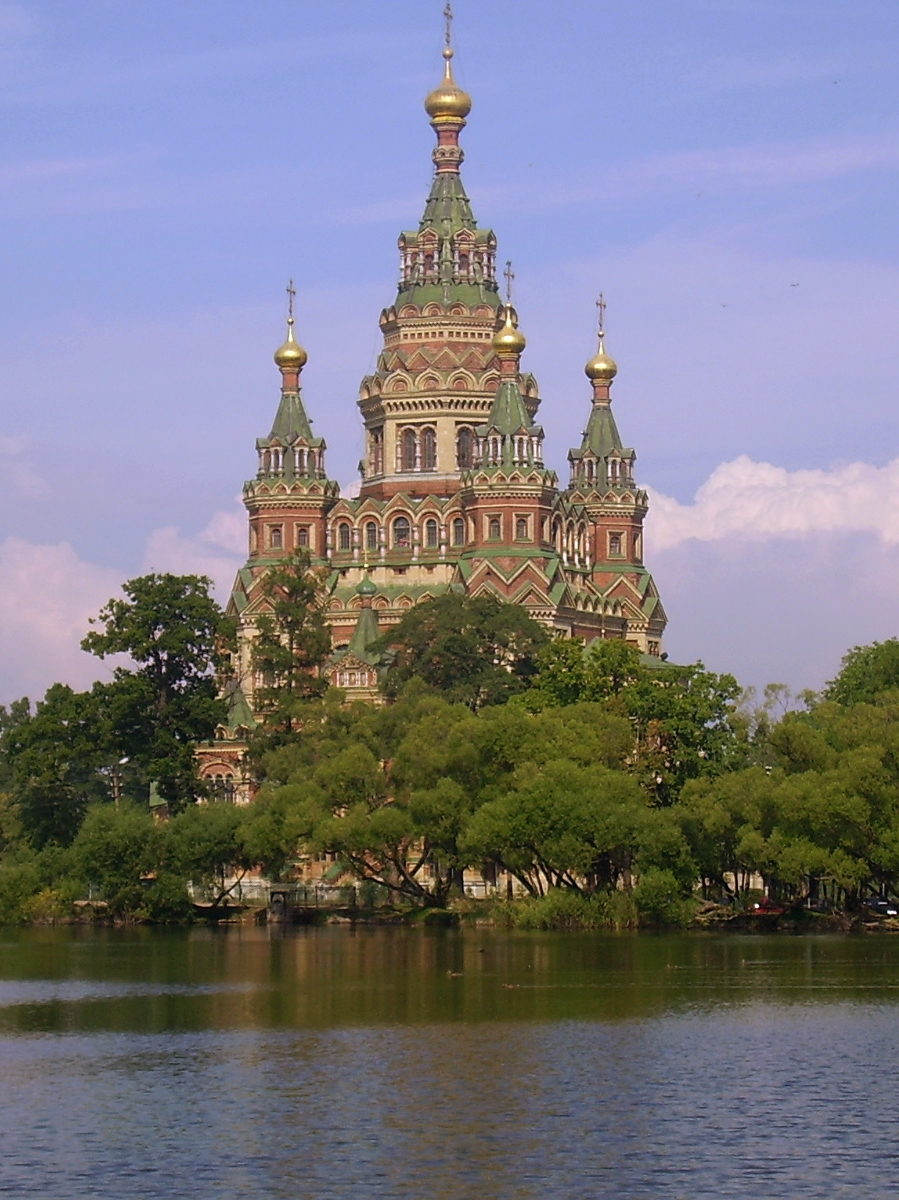
Собор Петра и Павла на берегу Ольгина пруда

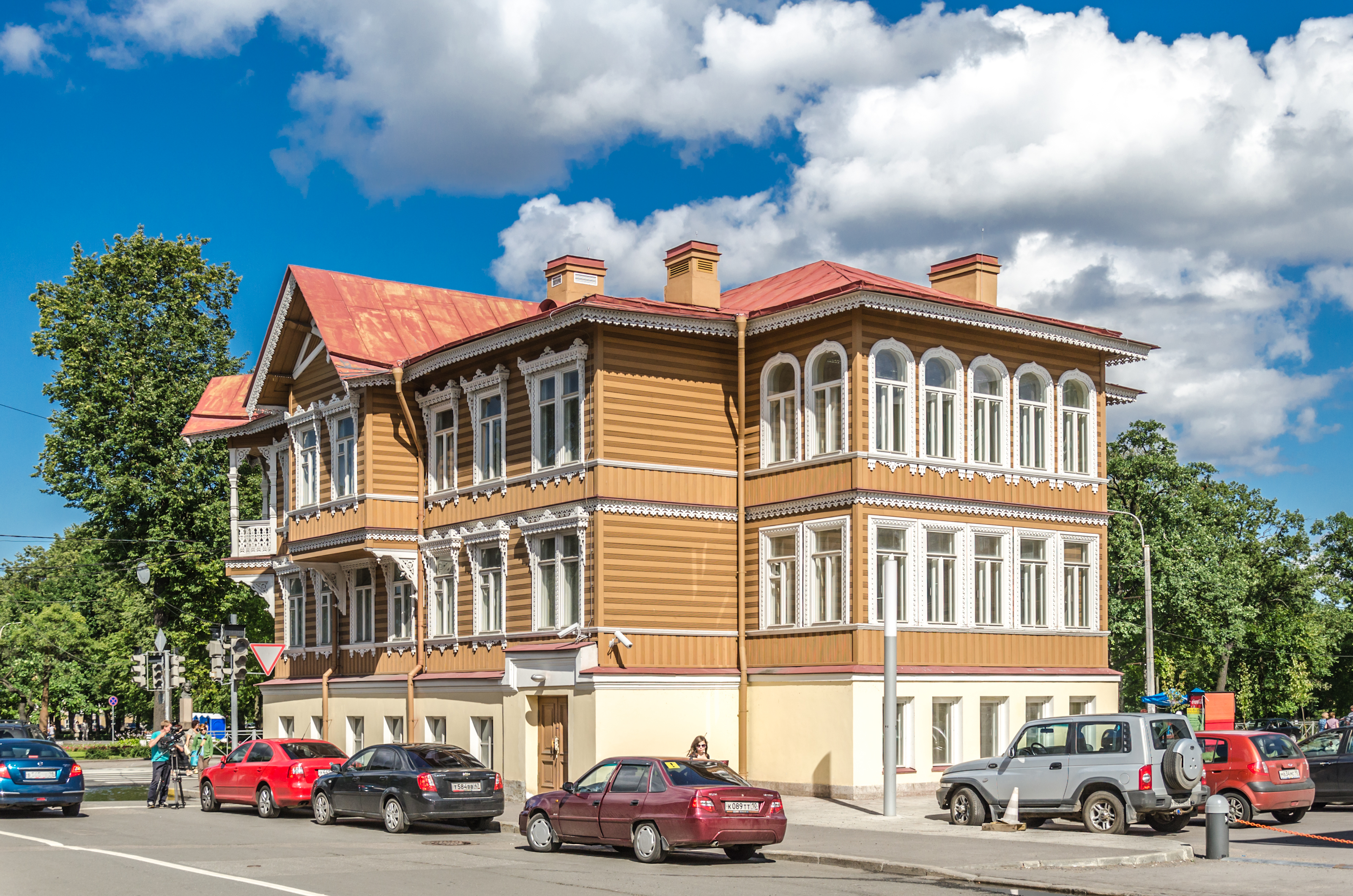
Дом Хрущёвых

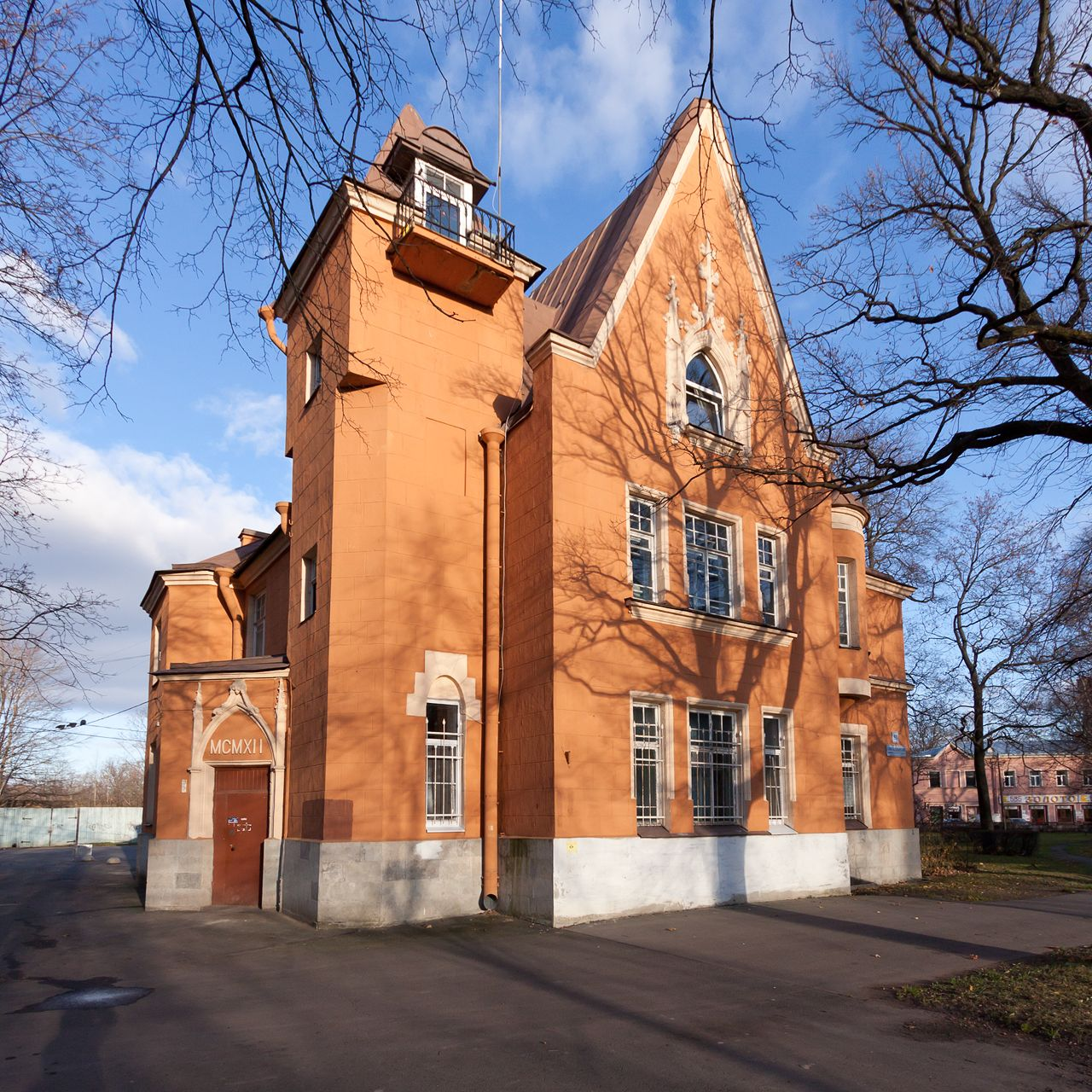
Особняк Редичкина

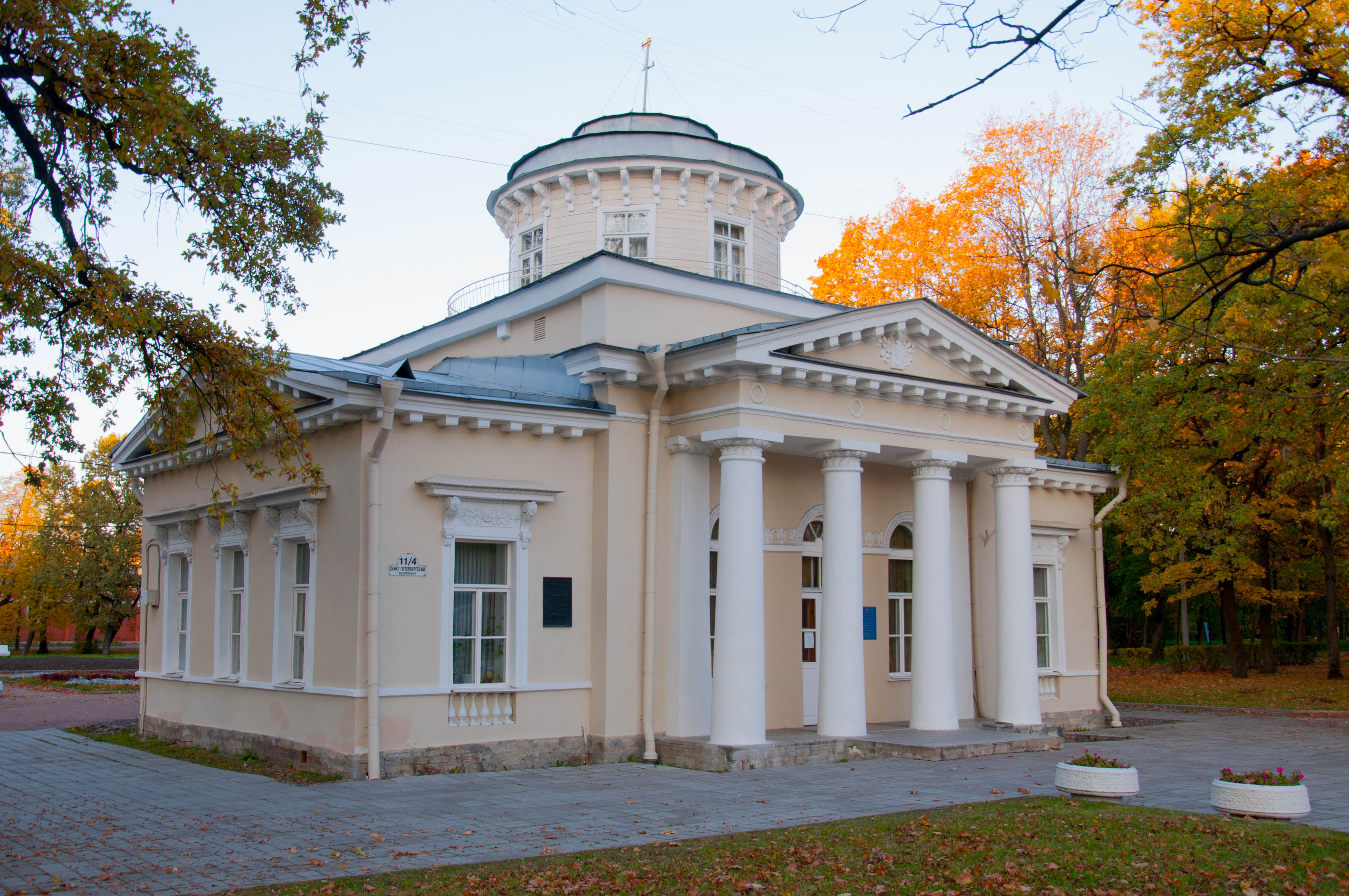
Дача Струкова

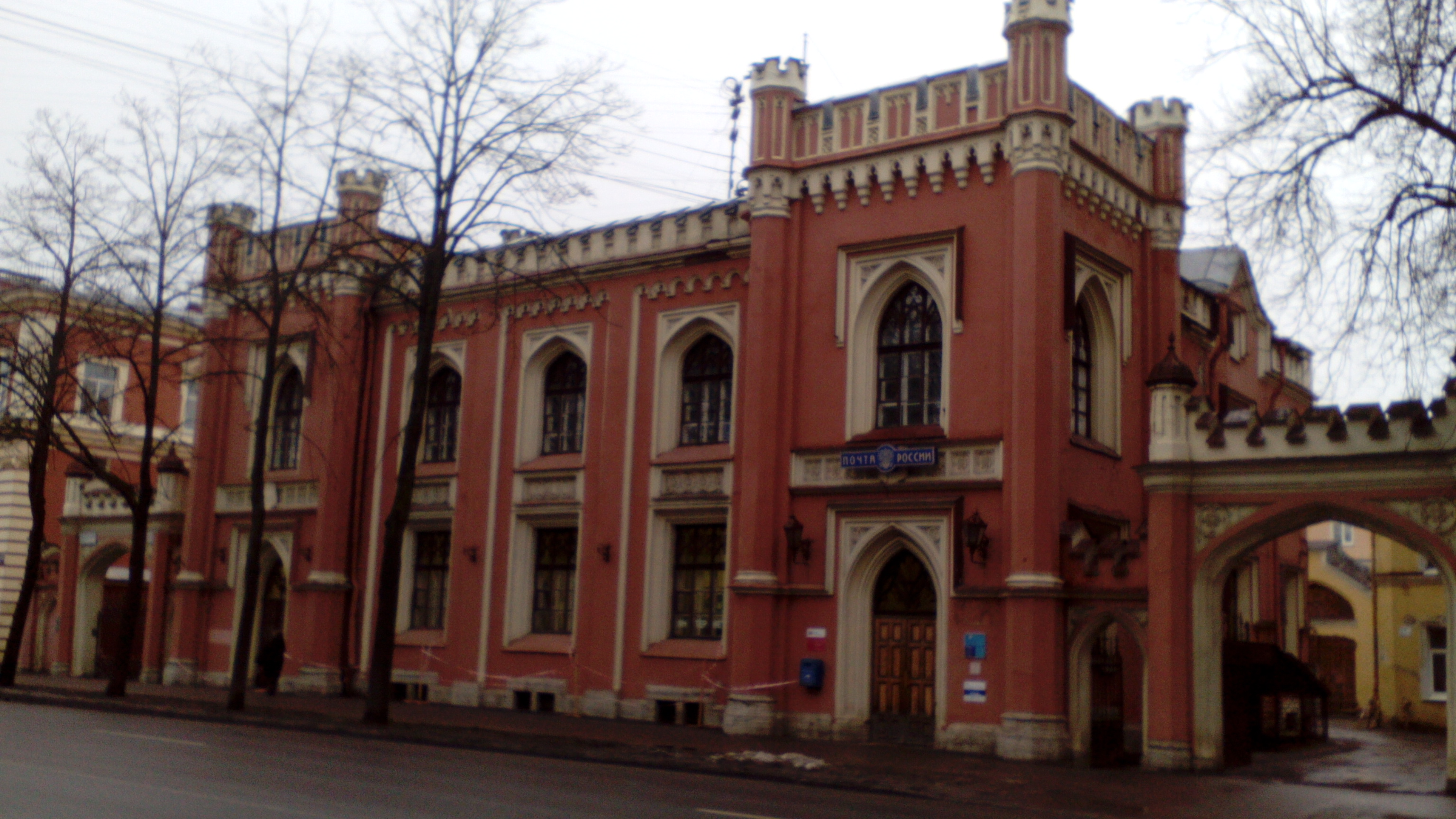
Здание почтовой станции

- Кавалерские дома (1798—1801, архитектор Ф. П. Броуэр, Правленская улица, 1-2, 4, 6, 8) — шесть домов для пребывания кавалеров.
- Дача Струкова (1827—1828, архитектор В. Ф. Федосеев, Санкт-Петербургский проспект, 11) — дом поручика Струкова, служившего в лейб-гвардии Уланском полку. Компактное здание, увенчанное круглой башней, стало впоследствии районным ЗАГСом (в настоящее время не используется).
- Первый Министерский дом (1834—1839, архитектор И. И. Шарлемань, улица Морского Десанта, 1).
- Флигель-Адъютантский дом (1834—1839, архитекторы В. П. Стасов и И. И. Шарлемань, Разводная улица, 1).
- Дом В. И. Трувеллера (1835—1837, Санкт-Петербургский проспект, 46).
- Казармы Конно-гренадерского полка (1834—1839, архитекторы Энден и Биппен).
- Второй Министерский дом (1839—1848, архитектор И. И. Шарлемань, Разводная улица, 3).
- Готические дома (1837—1839, архитектор И. И. Шарлемань, Александрийское шоссе, 4, 6, 8, 10).
- Дом А. А. Авенариуса (1838—1839, улица Аврова, 8-9).
- Казармы Уланского полка (1837—1840, архитектор Энден).
- Кофишенский дом (1840, архитектор И. И. Шарлемань, улица Аврова, 3).
- Здание гауптвахты Уланского полка (1840, архитектор Энден, улица Аврова, 24, корпус 1).
- Военный госпиталь (1840, архитектор И. И. Шарлемань, Петергофская улица, 17).
- Здание полиции и пожарной части (1842—1847, архитектор И. И. Шарлемань, Самсониевская улица, 7).
- Дом командира Уланского полка (1843—1845, Санкт-Петербургский проспект, 13).
- Здания Уездных Присутственных мест (1848, архитектор И. И. Шарлемань, Петергофская улица, 11, 13, 15).
- Дом А. А. Авенариуса (1850, архитектор И. И. Шарлемань, Петергофская улица, 9/2).
- Здание почтовой станции (1850—1854, архитекторы Н. Л. Бенуа, А. К. Кавос, Санкт-Петербургский проспект, 15) — здание в готическом стиле. Центральный фасад прорезан на три оси, а два боковых блока-флигеля решены в виде зубчатых башен, пронзающих небесный свод на фоне густой зелени. По обе стороны Почты, простирается зубчатая ограда и двое ворот с кованной решёткой, аналогичной створкам Конюшен, а во дворе располагаются два служебных корпуса и каретный сарай.
- Дворцовые конюшни (1848—1855, архитектор Н. Л. Бенуа, улица Аврова, 2) — комплекс в готическом стиле Императорских конюшен, занимающий целый квартал. Боковые фасады венчает анфилада двух главных ворот.
- Усадьба Гейрота[вд] (1853, архитектор А. И. Штакеншнейдер, Никольская улица, 11) — комплекс усадьбы (деревянная дача и каменный особняк[вд] с кариатидами и львами) первого историка Петергофа А. Ф. Гейрота, возведённый на берегу Ольгиного пруда[49].
- Фрейлинские дома (1853—1858, архитектор Н. Л. Бенуа, Дворцовая площадь, 7-8) — два дома в стиле необарокко для летнего пребывания фрейлин. В одном из них находится «музей семьи Н. Бенуа».
- Здание железнодорожного вокзала (станция Новый Петергоф) (1854—1857, архитектор Н. Л. Бенуа, Привокзальная площадь, 7) — под него заходят два пути, против которых с внутренней стороны устроили платформы. Решённое в готическом стиле, и увенчанное четырёхъярусной башней, напоминающей кремовый фонтан[19][неавторитетный источник].
- Дворцовый госпиталь (1857—1860, архитектор Н. Л. Бенуа, Санкт-Петербургский проспект, 20), корпус во дворе (1905, архитектор А. И. Семёнов).
- Официантский дом (1859—1864, архитектор Н. Л. Бенуа, Калининская улица, 7).
- Дома Хрущёвых (1870—1880-е, архитектор Н. Г. Кудрявцев, Санкт-Петербургский проспект, 40 и Правленская улица, 16) — два деревянных дома, декорированных пропильной резьбой, в которых жил епископ Николай (Ярушевич)[49].
- Мужская гимназия (1879, архитектор Э. Л. Ган, Санкт-Петербургский проспект, 43) — двухэтажное здание бывшей Петергофской прогимназии Императора Александра II. Перестроена в 1903 году архитектором А. Н. Иоссом.
- Богадельня (1879, архитектор Л. Н. Бенуа, Петергофская улица, 4/2).
- Храм святых апостолов Петра и Павла в Знаменке, старейший храм в г. Петергофе (в 1719 году была построена деревянная церковь, каменная постройка воздвигнута в период 1766—1767 гг.)[50].
- Собор Святых Первоверховных Апостолов Петра и Павла (1895—1904, проект Н. В. Султанова, постройка В. А. Косякова, Санкт-Петербургский проспект, 32/4) — действующий православный храм в русском стиле на берегу Ольгина пруда. Высота собора 60 метров, храм имеет пять шатровых глав.
- Здание Офицерского собрания Уланского полка (1901—1903, архитектор В. А. Крит, Константиновская улица, 25а).
- Церковь преподобного Серафима Саровского (1904, архитектор Н. Н. Никонов, Ораниенбаумское шоссе, 11) — пятикупольное здание с высокой колокольней, исполненное в русском стиле, бывшее подворье Серафимо-Дивеевского монастыря[49].
- Здание Церковно-приходской школы (1903, архитектор Н. В. Султанов, Санкт-Петербургский проспект, 43а)
- Женская гимназия (1910—1911, архитектор А. К. Миняев, Эрлеровский бульвар, 1/35, литера А).
- Особняк А. Д. Редичкина (1912, Санкт-Петербургский проспект, 51).
- Военная школа Императора Александра II (1914, архитектор Л. А. Ильин, Разводная улица, 15).
- Памятник героям Гражданской войны и погибшим при подавлении Кронштадтского мятежа (1927, архитекторы А. Ф. Шварц и Н. И. Архипов, скульптор Ясиновский, инженер А.Глинин; площадь Жертв Революции)[51].
- Приморский мемориал (1961—1971).
- Кинотеатр «Каскад» (1984, архитектор И. Н. Кусков, Царицынская улица, 2).

## Планировка
Граница Петергофа проходит от пересечения улицы Крылова с урезом воды Финского залива, далее по оси границы с посёлком Стрельна на юг до пересечения с границей Ломоносовского района Ленинградской области, далее на запад по границе Санкт-Петербурга с Ломоносовским районом Ленинградской области до пересечения с границей города Ломоносова, далее вдоль границы с городом Ломоносовым до пересечения с урезом воды Финского залива и далее на восток по урезу воды Финского залива до пересечения с осью улицы Крылова.
Петергоф состоит из четырёх исторически сложившихся частей, возникших изначально, как слободы при резиденции: Старый Петергоф, Средний Петергоф, Новый Петергоф и Егерская слобода.

## Экономика

### Промышленность и торговля
Одним из старейших промышленных предприятий Петергофа является Петродворцовый часовой завод. Он был основан Петром I в 1721 году как Петергофская гранильная фабрика. Изделия фабрики хранятся в лучших музеях мира, таких как Версаль, Эрмитаж, Сан-Суси. С 1932 года на заводе производили точные технические камни для военной промышленности. С 1961 года завод выпускает часы марки «Ракета», которые были хорошо известны в СССР и экспортировались в более чем 30 стран мира. После Перестройки завод значительно сократил выпуск, но сумел сохранить производство и по-прежнему выпускает часы.
Кроме того, на территории Петергофа находятся Завод металлофурнитуры. Ранее существовала также птицефабрика «Красные Зори».
Сегодня Петергоф насыщен объектами социальной и торговой инфраструктуры. Город активно осваивают крупные торговые сети.
Входит в зону покрытия всех основных сотовых сетей.

### Транспорт

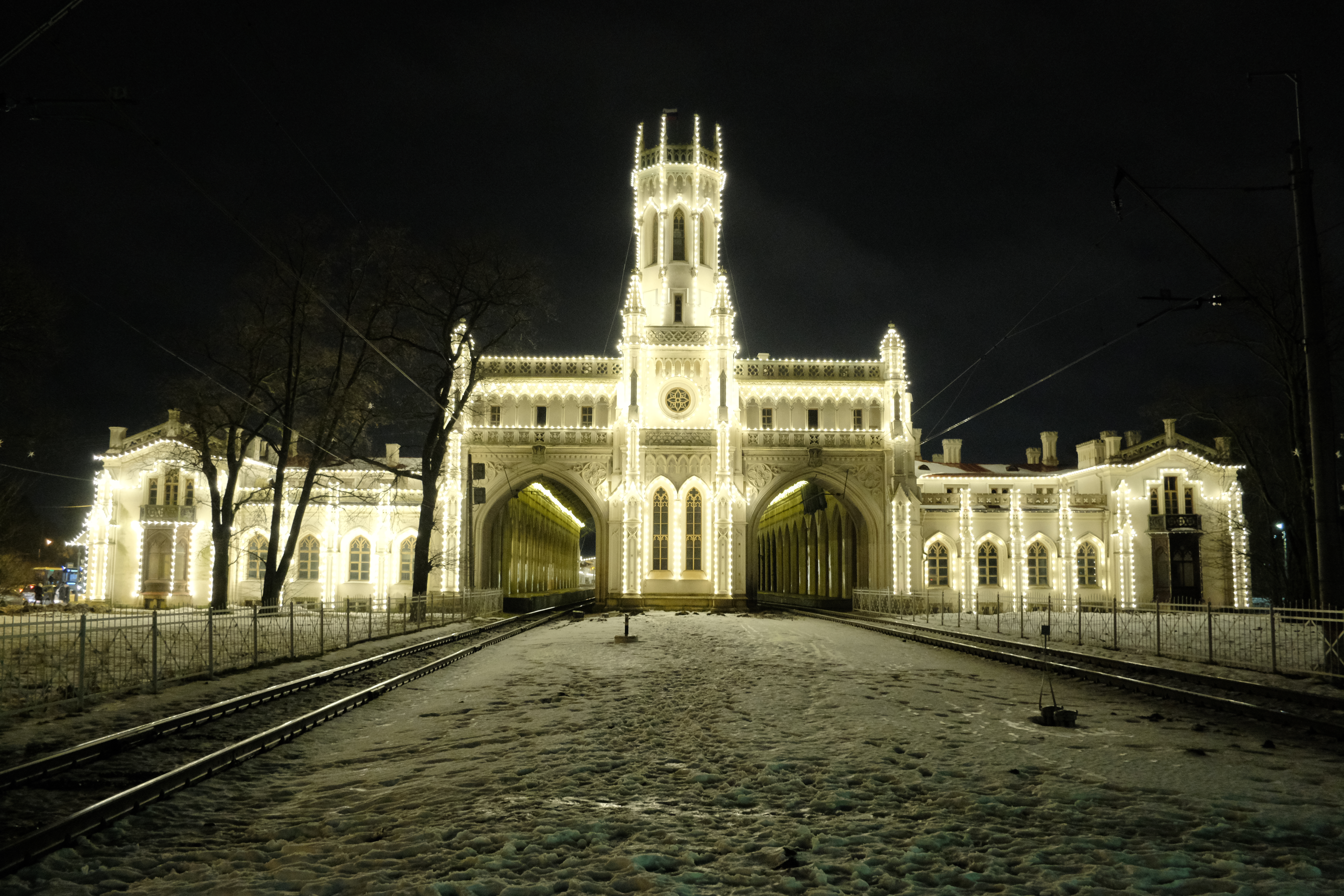
Вокзал железнодорожной станции Новый Петергоф

В городе развита сеть автобусов, 41 маршрут. Автобусные маршруты соединяют город Петергоф с Санкт-Петербургом (станции метро «Автово», «Кировский завод», «Ленинский проспект», «Проспект Ветеранов», «Балтийская»), Ломоносовом и населёнными пунктами Ломоносовского района Ленинградской области.
Через Петергоф проходит железнодорожная линия Санкт-Петербург — Калище. В городе две железнодорожные станции: Новый Петергоф, Старый Петергоф и платформа Университетская. Морская пристань «Петергоф» в Нижнем парке на Финском заливе, использующаяся исключительно в туристских целях.

## Социальная сфера

### Учреждения культуры
Действуют Научная библиотека государственного музея-заповедника «Петергоф», Центральная районная библиотека, Районная детская библиотека, два кинотеатра, Дворец культуры и науки Санкт-Петербургского государственного университета, Первые Петергофские реставрационные мастерские.

### Наука и образование
В городе 11 средних общеобразовательных школ и гимназий, 14 детских садов и яслей, Детская музыкальная школа № 17 имени А. Г. Рубинштейна, Детская музыкальная школа № 22, школа пения и музицирования «Канторум», Детский дом-интернат № 2 для детей с отклонениями в умственном развитии с 4 до 18 лет, Дом детского творчества, детско-юношеский центр «Петергоф», спортивная школа олимпийского резерва.

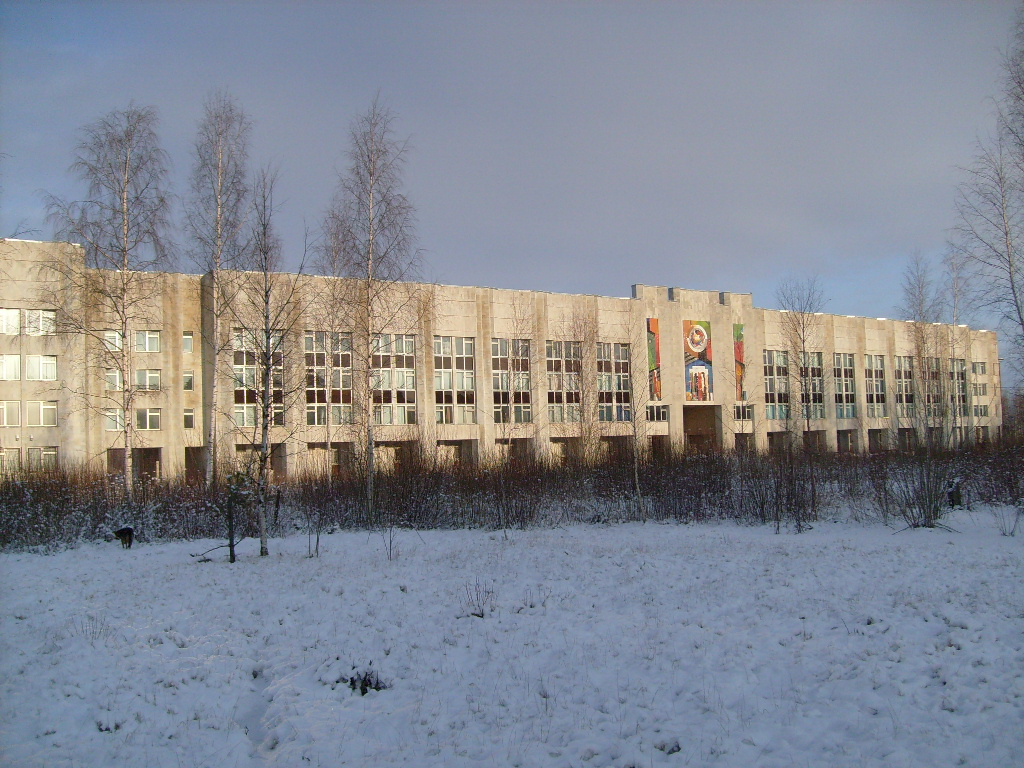
Факультет прикладной математики и процессов управления СПбГУ
в Петергофе

### Наукоград (2005 - 2010 годы)
26 июля 2005 года опубликовано постановление правительства России, подписанное 23 июля, о присвоении Петергофу статуса наукограда. Петергоф стал первым в России наукоградом, имеющим две составляющие — научно-образовательный комплекс и музей-заповедник. В городе расположен ряд факультетов, а также студенческий городок Санкт-Петербургского государственного университета (Петродворцовый учебно-научный комплекс), Военно-морской институт радиоэлектроники имени А. С. Попова, Военный институт железнодорожных войск и военных сообщений ВА МТО, факультет № 9 (заочного обучения) Санкт-Петербургского университета МВД РФ. Статус наукограда был дан Петергофу сроком на пять лет и выделены средства на строительство различных объектов, имеющих отношение к науке и культуре. По окончании этих пяти лет город должен был отчитаться за проведённые работы для подтверждения статуса наукограда. Вокруг развития наукограда и освоения выделенных на это средств произошло несколько скандалов и студенческих акций. На конец 2008 года открыт единственный реализованный проект наукограда — Школа реставраторов. В итоге работы не были завершены до истечения срока действия статуса, решение о продлении статуса принято не было, СПб ГКУ «Дирекция Наукограда РФ г. Петергофа» была ликвидирована как юрлицо в 2016 году.

### Здравоохранение
В настоящее время в Петергофе работают следующие медицинские учреждения: Николаевская больница, медсанчасти № 67, Медицинский центр Санкт-Петербургского государственного университета, Детское поликлиническое отделение № 67 Городской поликлиники № 122, пансионаты, детский санаторий «Петродворец», Отделение ночного пребывания для лиц бомж, а также большое количество частных медицинских учреждений разного профиля.

### Спорт
В городе работают специализированные Детско-юношеская спортивная школа олимпийского резерва № 1 по баскетболу, лыжным гонкам, плаванию и дзюдо и Детско-юношеская спортивная школа Олимпийского резерва по хоккею «СКА-Петергоф», «Спортивно-оздоровительный центр» на базе спортивного комплекса с искусственным ледовым покрытием и плавательным бассейном.

### Города-побратимы
Городами-побратимами Петергофа являются:
- Бад Хомбург (Германия)
- Ле-Блан-Мениль (Франция)

В 2022 году польский город Сопот объявил о прекращении сотрудничества с Петергофом в связи со вторжением России на Украину.

## Примечание
1. ↑  город Петергоф является внутригородским муниципальным образованием Санкт-Петербурга с 2006 года
2. 1 2  Численность постоянного населения в разрезе муниципальных образований Санкт-Петербурга по состоянию на 1 января 2025 года. Управление Федеральной службы государственной статистики по г. Санкт-Петербургу и Ленинградской области (24 апреля 2025). Дата обращения: 4 мая 2025.
3. ↑  Петергофцы, поддержим наш город в конкурсе «7 чудес России»! // Сайт МО «Город Петергоф». — 27 мая 2008
4. ↑  Те же на манеже // Санкт-Петербургские ведомости. — 12 января 2024
5. ↑  День празднования Петергофа
6. ↑  Краткий топонимический словарь. — Москва: Мысль, 1966. — 32 000 экз.
7. ↑  Даринский А. В. География Ленинграда. — Л.: Лениздат, 1982. — С. 12—18.
8. 1 2  Даринский А. В. География Ленинграда. — Л.: Лениздат, 1982. — С. 21—29.
9. ↑  Метеорологическая карта // Атлас Ленинградской области. — М.: ГУГК при СМ СССР, 1967. — С. 20—24.
10. ↑  Климат Санкт-Петербурга. Погода и Климат. Дата обращения: 18 ноября 2017. Архивировано 24 января 2012 года.
11. ↑  Даринский А. В. География Ленинграда. — Л.: Лениздат, 1982. — С. 45—49.
12. ↑  Охотничье-промысловые звери, птицы и рыбы // Атлас Ленинградской области. — М.: ГУГК при СМ СССР, 1967. — С. 36—37.
13. 1 2  Топонимическая энциклопедия Санкт-Петербурга. СПб.: Информационно-издательское агентство ЛИК, 2002.
14. ↑  Шнява — парусный корабль того времени
15. 1 2  Горбатенко С. Б. Петергофская дорога. СПБ., 2001
16. 1 2 3  Ленинград. Путеводитель. Л., Лениздат, 1977
17. ↑  Георги И. Г. Описание российско-императорского столичного города Санкт-Петербурга и достопримечательностей в окрестностях оного, с планом. — СПб.: Лига, 1996.
18. ↑  Императорские «чугу́нки»: К 160-летию открытия Петергофской железной дороги: К 180-летию создания железных дорог России. Государственный музей-заповедник «Петергоф». Дата обращения: 5 июля 2021. Архивировано 9 июля 2021 года.
19. 1 2 3 4  Петергоф. www.petergof-history.narod.ru. Дата обращения: 18 ноября 2017. Архивировано 1 декабря 2017 года.
20. 1 2  Гуревич И. М. Петродворец. Большой дворец. Л., Лениздат, 1988
21. ↑  Ведомости Верховного Совета СССР от 24 февраля 1944 г. № 11.
22. ↑  Российский гуманитарный энциклопедический словарь. «Петродворец». Архивировано из оригинала 22 сентября 2015 года.
23. 1 2  Меняем Петродворец на Петергоф Архивная копия от 6 июня 2013 на Wayback Machine // Санкт-Петербургские ведомости. — 28 июля 2008
24. ↑  И всё-таки Петергоф! // Санкт-Петербургские ведомости. — 07 октября 2009
25. ↑  В новых паспортах будут писать Петергоф, а не Петродворец. Дата обращения: 11 мая 2009. Архивировано 18 июня 2009 года.
26. ↑  Роскартография переименовала Петродворец в Петергоф. Городские новости Санкт-Петербурга — Канонер. karpovka.net (21 сентября 2009). Дата обращения: 18 ноября 2017. Архивировано 28 марта 2016 года.
27. 1 2 3  Геральдикум. www.heraldicum.ru. Дата обращения: 18 ноября 2017. Архивировано 24 апреля 2013 года.
28. ↑  Списки населённыхъ мѣстъ Россійской Имперіи. Санктпетербургская губернія. Списокъ населённыхъ мѣстъ по свѣдѣніям 1862 года / Обработанъ редакторомъ И. Вильсономъ. — Санктпетербургъ: Изданъ Центральнымъ статистическимъ комитетомъ министерства внутреннихъ дѣлъ, 1864. — 214 с.
29. ↑  Всесоюзная перепись населения 1939 года. Численность наличного населения СССР по районам и городам. Дата обращения: 20 ноября 2013. Архивировано 18 ноября 2013 года.
30. ↑  Всесоюзная перепись населения 1959 года. Численность городского населения РСФСР, её территориальных единиц, городских поселений и городских районов по полу. Демоскоп Weekly. Дата обращения: 25 сентября 2013. Архивировано 28 мая 2013 года.
31. ↑  Всесоюзная перепись населения 1970 года Численность городского населения РСФСР, ее территориальных единиц, городских поселений и городских районов по полу. Демоскоп Weekly. Дата обращения: 25 сентября 2013. Архивировано 29 сентября 2013 года.
32. ↑  Всесоюзная перепись населения 1979 года Численность городского населения РСФСР, ее территориальных единиц, городских поселений и городских районов по полу. Демоскоп Weekly. Дата обращения: 25 сентября 2013. Архивировано 7 ноября 2021 года.
33. ↑  Народное хозяйство СССР за 70 лет : юбилейный статистический ежегодник : [арх. 28 июня 2016] / Государственный комитет СССР по статистике. — Москва : Финансы и статистика, 1987. — 766 с.
34. ↑  Всероссийская перепись населения 2002 года. Том. 1, таблица 4. Численность населения России, федеральных округов, субъектов Российской Федерации, районов, городских поселений, сельских населённых пунктов - райцентров и сельских населённых пунктов с населением 3 тысячи и более. Архивировано 3 февраля 2012 года.
35. ↑  Всероссийская перепись населения 2010 года. Санкт-Петербург. Дата обращения: 14 августа 2014. Архивировано 5 марта 2016 года.
36. ↑  Численность населения Российской Федерации по муниципальным образованиям. Таблица 35. Оценка численности постоянного населения на 1 января 2012 года. Дата обращения: 31 мая 2014. Архивировано 16 мая 2013 года.
37. ↑  Численность населения Российской Федерации по муниципальным образованиям на 1 января 2013 года. М.: Федеральная служба государственной статистики Росстат (2013). — Табл. 33. Численность населения городских округов, муниципальных районов, городских и сельских поселений, городских населённых пунктов, сельских населённых пунктов. Дата обращения: 16 ноября 2013. Архивировано из оригинала 12 октября 2013 года.
38. ↑  Таблица 33. Численность населения Российской Федерации по муниципальным образованиям на 1 января 2014 года. Дата обращения: 2 августа 2014. Архивировано 10 августа 2014 года.
39. ↑  Численность населения Российской Федерации по муниципальным образованиям на 1 января 2015 года. Дата обращения: 6 августа 2015. Архивировано 23 сентября 2015 года.
40. ↑  Численность населения Российской Федерации по муниципальным образованиям на 1 января 2016 года (5 октября 2018). Дата обращения: 15 мая 2021. Архивировано 8 мая 2021 года.
41. ↑  Численность населения Российской Федерации по муниципальным образованиям на 1 января 2017 года (31 июля 2017). Дата обращения: 31 июля 2017. Архивировано 31 июля 2017 года.
42. ↑  Численность населения Российской Федерации по муниципальным образованиям на 1 января 2018 года. Дата обращения: 25 июля 2018. Архивировано 26 июля 2018 года.
43. ↑  Численность постоянного населения в разрезе муниципальных образований Санкт-Петербурга по состоянию на 1 января 2019 года. Дата обращения: 27 апреля 2019.
44. ↑  Численность населения Российской Федерации по муниципальным образованиям на 1 января 2020 года. Дата обращения: 17 октября 2020. Архивировано 17 октября 2020 года.
45. ↑  Таблица 5. Численность населения России, федеральных округов, субъектов Российской Федерации, городских округов, муниципальных районов, муниципальных округов, городских и сельских поселений, городских населенных пунктов, сельских населенных пунктов с населением 3000 человек и более. Итоги Всероссийской переписи населения 2020 года. На 1 октября 2021 года. Том 1. Численность и размещения населения (XLSX). Дата обращения: 1 сентября 2022. Архивировано 1 сентября 2022 года.
46. ↑  Численность постоянного населения Российской Федерации по муниципальным образованиям на 1 января 2023 года (с учётом итогов Всероссийской переписи населения 2020 г.). Федеральная служба государственной статистики (18 августа 2023). Дата обращения: 23 августа 2023.
47. ↑  Официальный сайт муниципального образования город Петергоф. www.mo-petergof.spb.ru. Дата обращения: 18 ноября 2017. Архивировано 16 ноября 2017 года.
48. ↑  Государственный музей-заповедник "Петергоф". peterhofmuseum.ru. Дата обращения: 18 ноября 2017. Архивировано из оригинала 26 июля 2009 года.
49. 1 2 3 4 5  Петербург и окрестности - Пригороды Петербурга: ПЕТЕРГОФ. СТАРЫЙ ПЕТЕРГОФ. al-spbphoto.narod.ru. Дата обращения: 18 ноября 2017. Архивировано 13 ноября 2012 года.
50. ↑  Церковь Петра и Павла в Знаменке. temples.ru. Дата обращения: 30 мая 2019. Архивировано 23 сентября 2020 года.
51. ↑  Толстиков П. М. Петергофский хронограф: календарь памятных дат из истории Петергофа-Петродворца. — 1996. — С. 121.
52. ↑  Муниципальное образование Петергоф. win-petergof.narod.ru. Дата обращения: 18 ноября 2017. Архивировано 1 декабря 2017 года.
53. ↑  О фонде. Foundation for Assistance for Internet Technologies and Infrastructure Development. Дата обращения: 18 ноября 2017. Архивировано из оригинала 26 сентября 2015 года.
54. ↑  Жёлтые страницы Санкт-Петербург. Дата обращения: 20 сентября 2009. Архивировано 7 февраля 2012 года.
55. ↑  Наукоград в Петергофе похоронили в пользу Сколково Архивная копия от 2 мая 2013 на Wayback Machine // 24.05.2012
56. ↑  Ритм высоких технологий. Глава Петродворцового района о развитии территории Архивная копия от 1 марта 2021 на Wayback Machine // Аргументы и факты, 08.07.2015
57. ↑  ВКонтакте | ВКонтакте. m.vk.com. Дата обращения: 16 февраля 2024.
58. ↑  Karol Uliczny. Ukraińskie miasto nowym partnerem Sopotu? (10 марта 2022). Дата обращения: 23 октября 2023. Архивировано 27 ноября 2022 года.

## Топографические карты
- Лист карты O-35-VI Петродворец. Масштаб: 1 : 200 000. Издание 1979 г.